# Soare
Soarele este steaua din centrul Sistemului Solar. Este o sferă aproape perfectă din plasmă fierbinte, ținută de gravitație și modelată de un câmp magnetic. Este de departe cea mai importantă sursă de energie pentru viața de pe Pământ. Diametrul său este de aproximativ 1,39 milioane de kilometri (sau este de 109 ori mai mare decât al Terrei), iar masa sa este de aproximativ 330 000 de ori mai mare decât a Terrei. Reprezintă aproximativ 99,86 % din masa totală a Sistemului Solar. Aproximativ trei sferturi din masa Soarelui este formată din hidrogen (≈73 %); restul este în mare parte heliu (≈25 %), cu cantități mult mai mici de elemente mai grele, inclusiv oxigen, carbon, neon și fier.
Soarele este o stea cu secvență principală de tip G (G2V). Ca atare, este denumită în mod informal și nu complet exact o pitică galbenă (lumina ei este mai aproape de alb decât de galben). S-a format cu aproximativ 4,6 miliarde de ani în urmă din colapsul gravitațional al materiei într-o regiune a unui nor molecular mare. Cea mai mare parte a acestei materii s-a adunat în centru, în timp ce restul s-a aplatizat într-un disc orbitant care a devenit Sistemul Solar. Masa centrală a devenit atât de fierbinte și densă încât în cele din urmă s-a inițiat fuziunea nucleară în nucleul său. Se crede că aproape toate stelele se formează prin acest proces.
În prezent, Soarele fuzionează aproximativ 600 de milioane de tone de hidrogen în heliu în fiecare secundă, transformând 4 milioane de tone de materie în energie. Această energie, care poate dura între 10 000 și 170 000 de ani să scape din nucleul său, este sursa luminii și a căldurii Soarelui.
Când fuziunea hidrogenului din nucleu se va diminua până la punctul în care Soarele nu mai este în echilibru hidrostatic, nucleul său va suferi o creștere însemnată a densității și temperaturii în timp ce straturile sale exterioare se extind, transformând în cele din urmă Soarele într-o gigantă roșie. S-a calculat că Soarele va deveni suficient de mare pentru a încorpora orbitele actuale ale lui Mercur și Venus și va face Pământul de nelocuit – dar după aproximativ cinci miliarde de ani. După aceasta, își va revărsa straturile exterioare și va deveni un tip dens de stea în răcire cunoscută sub numele de pitică albă și nu va mai produce energie prin fuziune, dar va continua să strălucească și va elibera căldură din fuziunea sa anterioară.
Efectul enorm al Soarelui pe Pământ a fost recunoscut încă din timpurile preistorice, iar Soarele a fost considerat în unele culturi o zeitate.

## Caracteristici generale
Soarele este o stea cu secvență principală de tip G care cuprinde aproximativ 99,86 % din masa Sistemului Solar. Are o magnitudine absolută de +4,83, și se estimează că este o stea mai strălucitoare decât aproximativ 85 % din stelele din Calea Lactee, majoritatea fiind pitice roșii. Soarele este o stea de populație I sau o stea bogată în elemente grele.
Formarea Soarelui ar fi putut fi declanșată de unde de șoc de la una sau mai multe supernove din apropiere. Acest lucru este sugerat de o abundență mare de elemente grele în Sistemul Solar, cum ar fi aurul și uraniu, în raport cu abundența acestor elemente în stelele de Populație II, sărace în elemente grele. Elementele grele ar putea fi cel mai plauzibil produse prin reacții nucleare Reacția endotermice în timpul unei supernove sau prin transmutarea prin absorbție de neutroni în cadrul unei stele masive de a doua generație.
Soarele este de departe cel mai strălucitor obiect de pe cerul Pământului, cu o magnitudine aparentă de -26,74. Aceasta este de aproximativ 13 miliarde de ori mai strălucitoare decât următoarea stea ca strălucire, Sirius, care are o magnitudine aparentă de -1,46. O unitate astronomică (aproximativ 150 000 000 km) este definită ca distanța medie de la centrului Soarelui până la centrul Pământului, deși distanța variază pe măsură ce Pământul se deplasează de la periheliu în ianuarie la afeliu în iulie. La această distanță medie, lumina călătorește de la orizontul Soarelui la orizontul Pământului în aproximativ 8 minute și 19 secunde, în timp ce lumina din cele mai apropiate puncte ale Soarelui și Pământului durează cu aproximativ două secunde mai puțin. Energia acestei lumini solare susține aproape toată viața  de pe Pământ prin fotosinteză, și controlează clima și vremea Terrei.
Soarele nu are o graniță certă, cum au de exemplu planetele telurice, dar în straturile sale exterioare, densitatea gazului scade exponențial pe măsură ce crește distanța de centrul său. Pentru a putea fi măsurat, raza Soarelui este considerată a fi distanța de la centrul său până la marginea fotosferei, suprafața vizibilă aparentă a Soarelui. Prin această măsură, Soarele este o sferă aproape perfectă, cu o aplatizare estimată la aproximativ 9/1000000, ceea ce înseamnă că diametrul său polar diferă de cel ecuatorial cu doar 10 kilometri. Efectul mareic al planetelor este slab și nu afectează în mod semnificativ forma Soarelui. Deoarece Soarele este format dintr-o plasmă care nu este un solid, diversele sale părți se pot roti cu viteze diferite; acest comportament este cunoscut sub numele de rotație diferențială. Într-un cadru de referință definit de stele, perioada de rotație este de aproximativ 25,6 zile la ecuator și 33,5 zile la poli. Cu toate acestea, datorită schimbării constante a punctului de observare a Pământului, pe măsură ce orbitează în jurul Soarelui, rotația aparentă a Soarelui la ecuatorul său este de 28 de zile.
Interiorul Soarelui nu este direct observabil, iar Soarele însuși este opac radiațiilor electromagnetice. Cu toate acestea - la fel cum seismologia folosește undele generate de cutremure pentru a studia structura internă a Pământului - helioseismologia folosește undele de presiune (infrasunete) care trec prin interiorul Soarelui pentru a studia și vizualiza structura internă a stelei. Modelarea computațională este de asemenea folosită ca instrument pentru a testa compatibilitatea modelelor teoretice ale straturilor sale mai profunde cu observațiile.

## Structură

### Nucleu

Structura internă a Soarelui

Se crede că nucleul Soarelui se extinde de la centru până la aproximativ 20–25 % din raza solară. Are o densitate de până la 150 g/cm3 (de aproximativ 150 de ori mai mare decât densitatea apei) și o temperatură de aproximativ 15 milioane de grade Kelvin. În schimb, temperatura suprafeței Soarelui este de aproximativ 5.800 K. Analiza recentă a datelor misiunii SOHO favorizează o viteză de rotație mai rapidă în nucleu decât în zona de radiație de deasupra. De-a lungul vieții Soarelui, energia a fost produsă prin fuziunea nucleară în regiunea de bază printr-o serie de reacții nucleare numite lanțul p-p (proton-proton); acest proces transformă hidrogenul în heliu. Doar 0,8 % din energia generată de Soare provine dintr-o altă secvență de reacții de fuziune numită ciclul CNO, deși se preconizează că această proporție va crește pe măsură ce Soarele va îmbătrâni.
Nucleul este singura regiune din Soare care produce o cantitate apreciabilă de energie termică prin fuziune; 99 % din putere este generată în 24 % din raza Soarelui, iar la o distanță de 30 % față de centru, fuziunea s-a oprit aproape în întregime. Restul stelei este încălzit prin căldură transferată din nucleu către exterior.
Soarele emite 384,6 yottawați (3,846 × 1026 W) energie, ceea ce corespunde la 9,192 × 1010 megatone TNT pe secundă. Această energie este echivalentă cu 4,26 milioane tone.
Rata de fuziune în nucleu este într-o stare de echilibru: o rată ușor mai mare de fuziune ar determina nucleul să se încălzească mai mult și să se extindă ușor în ciuda presiunii straturilor exterioare, iar acest lucru ar reduce rata de fuziune, corectând perturbarea; iar rată ușor mai mică ar face ca nucleul să se răcească și să se contracte ușor, care ar duce la creșterea ratei de fuziune și revenirea la viteza actuală.

### Zona radiativă
În straturile aflate la mai mult de 25 % din raza solară plecând din centrul Soarelui, practic nu există o transformare nucleară a elementelor și generarea de căldură, ci doar conducerea căldurii din nucleu, motiv pentru care se utilizează termenul înveliș în raport cu aceste straturi. Materia solară este suficient de fierbinte și densă pentru a permite transferul de căldură din centru spre exterior prin radiații termice.
Convecția termică nu are loc în această zonă; deși temperatura din această zonă scade pe măsură ce distanța de nucleu crește (de la aproximativ 7 000 000 K la 2 000 000 K), gradientul de temperatură este mai mic decât gradientul adiabatic plasmatic, nepermițând apariția convecției. Transferul de energie are loc prin interacțiunea radiațiilor de căldură cu particulele care formează plasma; ionii de hidrogen și heliu emit fotoni care parcurg doar o scurtă distanță înainte de a fi reabsorbiți de alți ioni. În zona radială, densitatea scade de 100 de ori, de la 20 g/cm3 la 0,2 g/cm3.

### Tahoclina
Zona radiativă și zona convectivă sunt separate printr-un strat de tranziție numit tahoclină. Aceasta este o regiune în care mișcarea de rotație generală a Soarelui (rotație diferențială datorită naturii gazoase) și convecție produc un câmp de viteze care forțează plasma să se scurgă printre liniile de forță ale câmpului magnetic local.
Acestă trecere între cele două regimuri distincte de rotație este destul de bruscă și se produce la baza zonei convective. Estimarea grosimii acestui strat variază între 0,016–0,038 raze solare.
În prezent, se consideră ipoteza că un dinam magnetic din acest strat generează câmpul magnetic al Soarelui.

### Zona convectivă
Zona de convecție a Soarelui se extinde de la 0,7 raze solare (500 000 km) până aproape de suprafață. În acest strat, plasma solară nu este suficient de densă sau suficient de caldă pentru a transfera energia termică a interiorului spre exterior prin radiații - cu alte cuvinte, nu este suficient de opacă. În schimb, densitatea plasmei este suficient de mică pentru a permite curenților convectivi să dezvolte și să mute energia Soarelui în exterior spre suprafața sa. Materialul încălzit în tahoclină ridică căldura pe care nu o poate radia către straturile superioare, se extinde, ceea ce-i reduce densitatea și îi permite să crească. Ca urmare, se dezvoltă o mișcare ordonată a masei în celulele termice care transportă cea mai mare parte a căldurii spre exterior, până la fotosferă. Când materia se răcește difuziv și radiat chiar sub suprafața fotosferică, densitatea acesteia crește și se scufundă până la baza zonei de convecție, unde din nou ridică căldură din partea de sus a zonei radiative și ciclul convectiv se repetă. În fotosferă, temperatura scade la 5700 K și densitatea la 0,2 g/m3 (aproximativ 1/6000 densitate de aer la nivelul mării).
Coloanele de materie fierbinte care se ridică în zona de convecție formează o urmă pe suprafața Soarelui, oferindu-i un aspect granular numit granulație solară la cea mai mică scară și supergranulație la scări mai mari. 
Convecția turbulentă în acest strat exterior a interiorului solar creează o acțiune dinamică „la scară mică” care generează câmpuri magnetice locale cu propriii poli nordici și sudici împrăștiați pe întreaga suprafață a Soarelui. Coloanele de materie fierbinte ale Soarelui sunt celule Bénard și iau forma prismelor hexagonale.

### Fotosfera

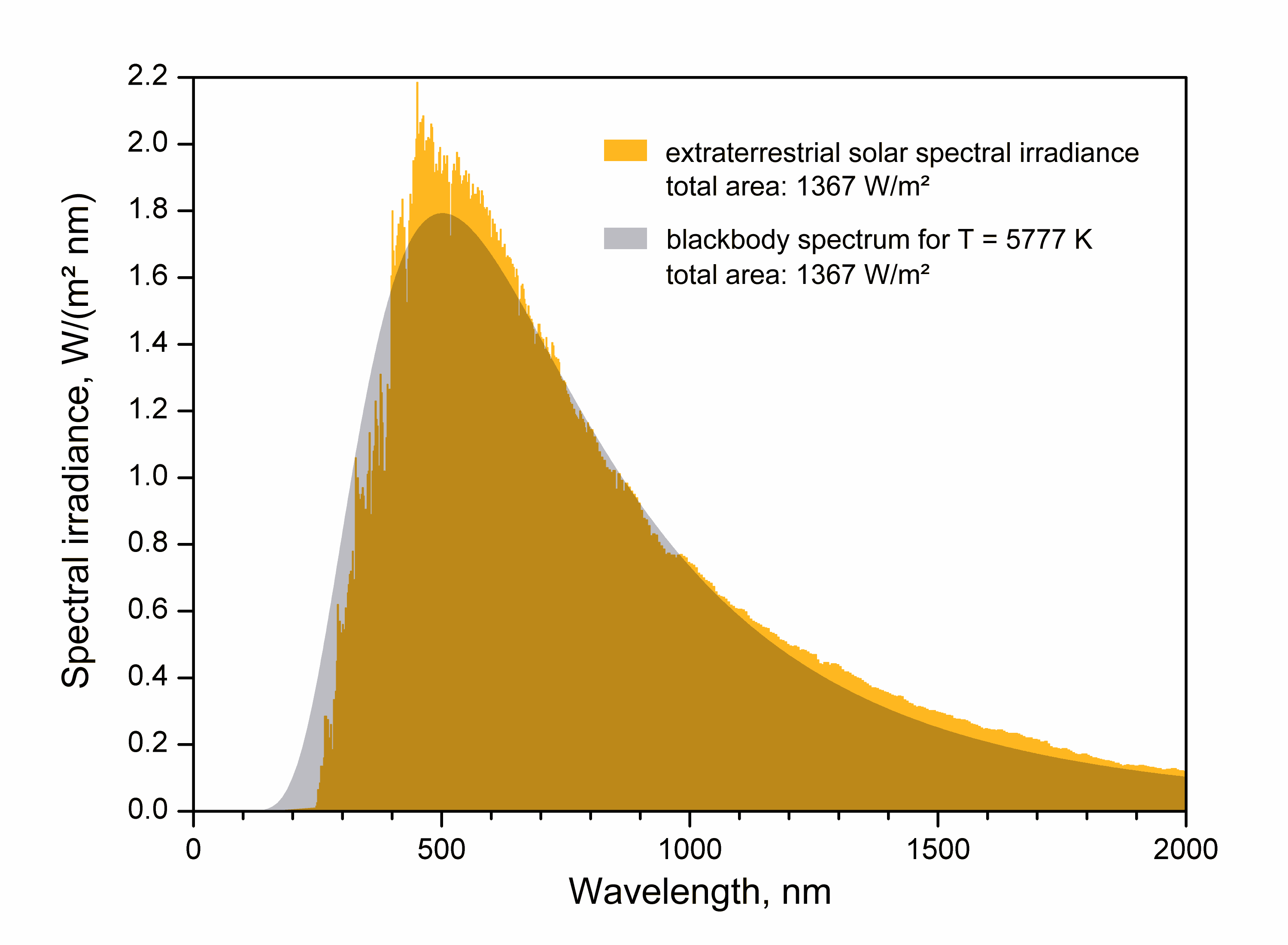
Temperatura efectivă a Soarelui (5.777 K) este temperatura pe care ar trebui să o aibă un corp absolut negru de aceeași dimensiune pentru ca puterea radiată să fie aceeași.

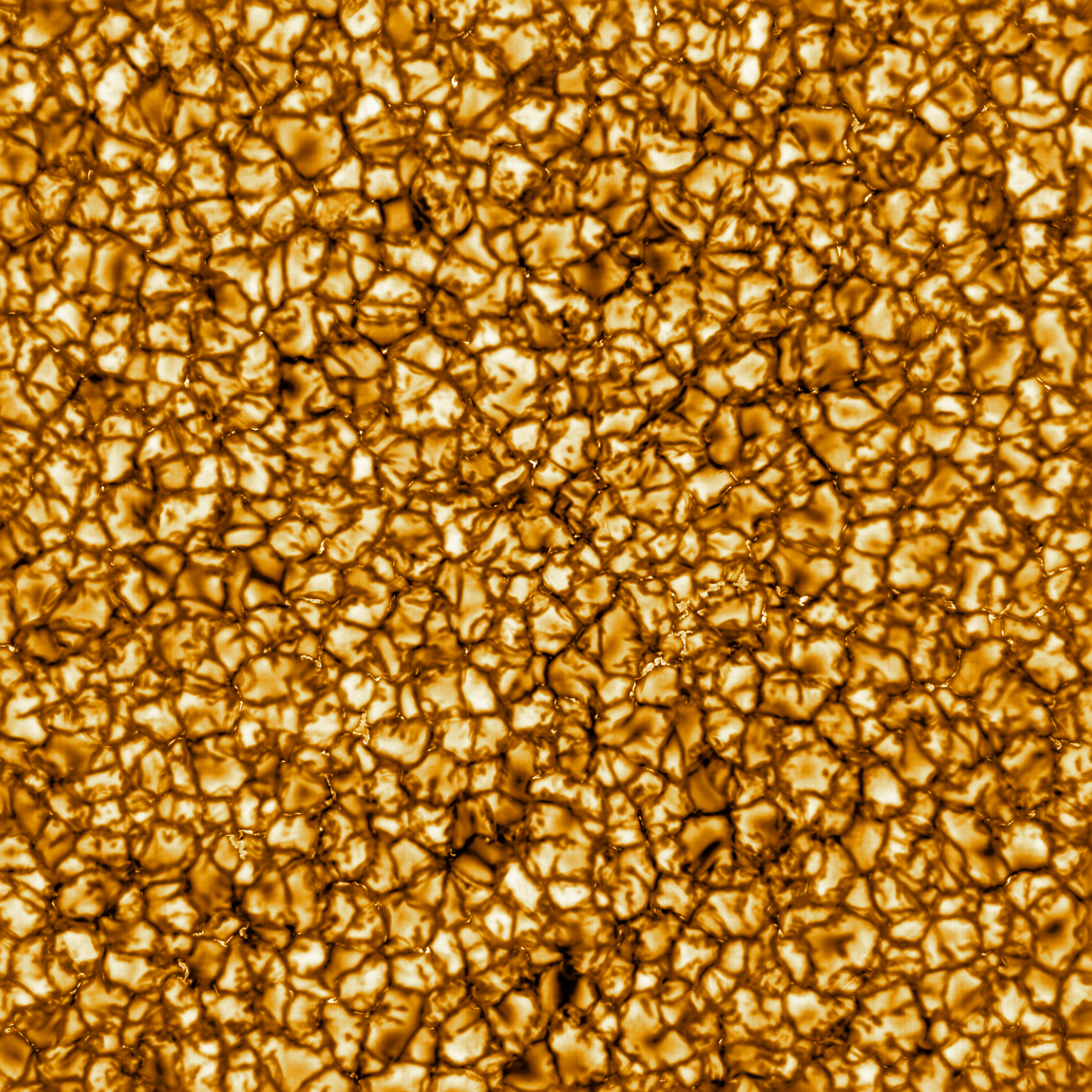
Imagine de înaltă rezoluție a suprafeței Soarelui, realizată de Telescopul solar Daniel K. Inouye (DKIST)

Stratul de suprafață al Soarelui, vizibil cu ochiul liber, se numește fotosferă. În acest strat, cei mai mulți fotoni părăsesc Soarele prin atmosfera solară transparentă de deasupra lui și devin radiații solare, lumina solară. Fotosfera are o grosime de zeci până la sute de kilometri, deși acest strat este o mică parte din raza stelei, fenomene importante apar în ea, iar proprietățile materiei pe care o construiește se schimbă semnificativ. În acest strat temperatura scade de la 7610 la 4465 K. Deoarece partea superioară a fotosferei este mai rece decât partea inferioară, imaginea Soarelui apare mai strălucitoare în centru decât pe margine, într-un fenomen cunoscut sub numele de întunecarea marginii. Spectrul luminii solare are aproximativ spectrul unui corp absolut negru care radiază la 5777 K, intersectat cu linii de absorbție atomică din straturile diluate de deasupra fotosferei. 
Fotosfera are o densitate a particulelor de ≈1023 m−3 (aproximativ 0,37 % din numărul de particule pe volumul atmosferei Pământului la nivelul mării, adică fotosfera este puțin mai transparentă decât aerul curat de pe Pământ). Acest strat nu este complet ionizat - gradul de ionizare este de aproximativ 3 %, lăsând aproape tot hidrogenul în formă atomică.
În timpul studiilor timpurii ale spectrului optic al fotosferei, s-au descoperit câteva linii de absorbție care nu corespundeau nici unui element chimic cunoscut pe Pământ. În 1868, Norman Lockyer a emis ipoteza că aceste linii de absorbție erau cauzate de un element nou pe care l-a numit heliu, după zeul grec al Soarelui, Helios. Douăzeci și cinci de ani mai târziu, heliul a fost izolat pe Pământ.

### Atmosfera

În timpul unei eclipse solare totale, coroana solară poate fi văzută cu ochiul liber, în scurta perioadă de totalitate.

Părțile Soarelui situate în afara fotosferei sunt denumite colectiv atmosfera solară. Există cinci zone principale în afara fotosferei: stratul de temperatură minimă, cromosfera, regiunea de tranziție, coroană și heliosferă. Aceste straturi pot fi observate cu telescoape care operează în întregul spectru electromagnetic de la unde radio, lumină vizibilă, până la razele gamma.
Zona cea mai rece a Soarelui este stratul de temperatură minimă care se extinde până la circa 500 km deasupra fotosferei, unde temperatura scade la aproximativ 4100 K. Această parte a Soarelui este suficient de rece pentru a permite existența unor molecule simple, cum ar fi monoxidul de carbon și apa, care pot fi detectate prin spectrele lor de absorbție.
Cromosfera, regiunea de tranziție și coroana sunt mult mai fierbinți decât suprafața Soarelui. Motivul nu este bine înțeles, dar dovezile sugerează că undele Alfvén pot avea suficientă energie pentru încălzirea coroanei.
Deasupra stratului de temperatură minimă este un start de aproximativ 2000 km grosime în spectrul căruia domină liniile de emisie și absorbție. Se numește cromosferă din grecescul χρώμα (croma), care înseamnă „culoare”, deoarece cromosfera este vizibilă ca un flash colorat la începutul și la sfârșitul eclipselor solare totale. Temperatura cromosferei crește treptat odată cu altitudinea, până la aproximativ 20 000 K în partea superioară a stratului. În partea superioară a cromosferei, heliul devine parțial ionizat.

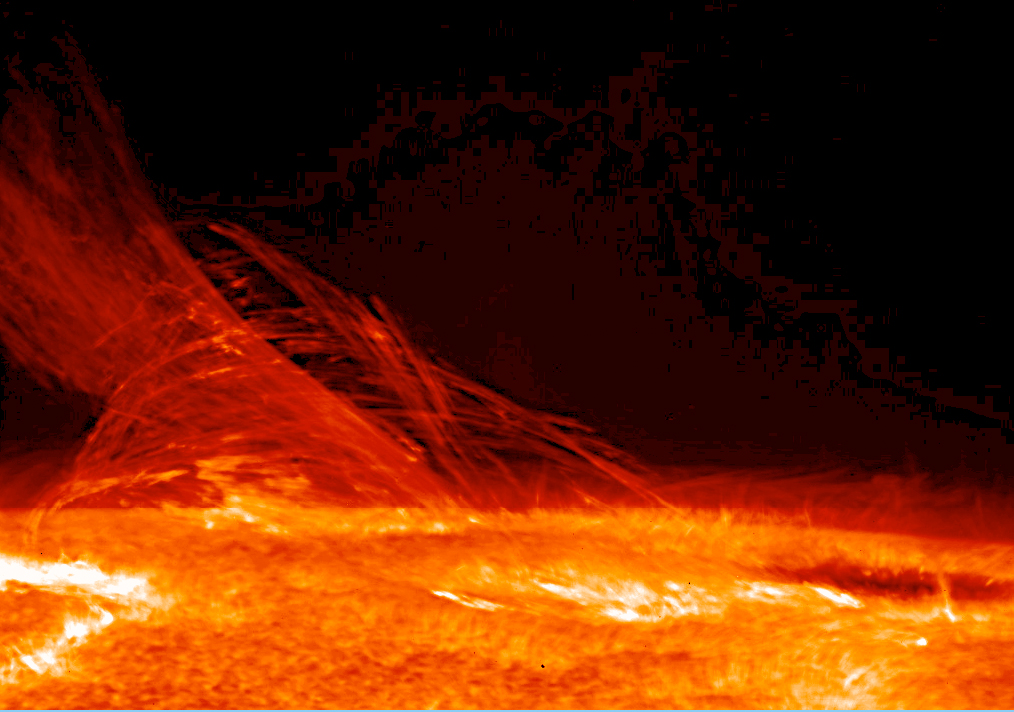
Arcurile zonelor de conectare a plasmei cu polaritate magnetică opusă constau în filamente fine. Fotografia realizată de Telescopul Optic Solar la bordul sondei Hinode la 12 ianuarie 2007.

Deasupra cromosferei există un strat de tranziție subțire (aproximativ 200 km), în care temperatura crește brusc de la aproximativ 20 000 K în cromosfera superioară la aproape 1 000 000 K. Creșterea temperaturii este facilitată de ionizarea completă a heliului în regiunea de tranziție, ceea ce reduce semnificativ răcirea prin radiație a plasmei. Stratul de tranziție nu are loc la o altitudine strict definită, ci este mai degrabă un fel de „halo” în jurul manifestărilor activității cromosferice, cum ar fi spicule și protuberanțe, și este în continuă mișcare haotică. De pe suprafața Pământului este dificil de observat stratul de tranziție, dar este ușor de observat din spațiu prin instrumente sensibile la ultraviolete extreme.
Coroana este următorul strat al atmosferei Soarelui. Coroana joasă, aproape de suprafața Soarelui, are o densitate a particulelor în jur de 1015 m−3 până la 1016 m−3. Temperatura medie a coroanei și a vântului solar este de aproximativ 1 000 000–2 000 000 K; în cele mai calde regiuni este de 8 000 000–20 000 K. Deși nu există încă o teorie completă care să explice temperatura coroanei, cel puțin o parte din căldura sa este generată de reconectarea magnetică. Coroana este atmosfera extinsă a Soarelui, care are un volum mult mai mare decât volumul conținut în fotosferă. Fluxul de plasmă de pe suprafața exterioară a coroanei, care se propagă aleatoriu și mai departe de Soare în spațiul interplanetar, este numit vânt solar.
Heliosfera - cea mai rarefiată regiune exterioară a atmosferei Soarelui - este plină cu plasma vântului solar. Limita sa internă este definită de zona în care fluxul vântului solar devine mai rapid decât viteza undelor Alfvén, la aproximativ 20 de raze solare (0,1 au). Turbulența și forțele dinamice din heliosferă nu pot afecta forma coroanei solare din interior, deoarece informațiile (deformările) pot circula doar cu viteza undelor Alfvén. Vântul solar călătorește continuu prin heliosferă, formând câmpul magnetic al Soarelui într-o formă spiralată, până când ajunge la heliopauză, la peste 50 au de Soare. În decembrie 2004, sonda Voyager 1 a trecut printr-un front de șoc care se crede că face parte din heliopauză. La sfârșitul anului 2012, Voyager 1 a înregistrat o creștere marcantă a coliziunilor cu raze cosmice și o scădere accentuată a particulelor cu energie mai mică din vântul solar, ceea ce a sugerat că sonda a trecut de heliopauză și a intrat în mediul interstelar.
Heliosfera se extinde cu mult peste planetele Sistemului Solar și orbitele obiectelor centurii Kuiper precum Pluto. Heliopauza stabilește limita influenței Soarelui, dincolo de care se extinde mediul interstelar . Câmpul gravitațional al Soarelui domină asupra unei zone mai mari, menținând norul Oort și extinzându-se cu mult peste limita heliosferei.

## Activitate magnetică

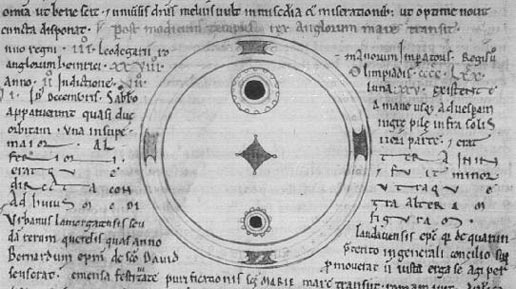
Un desen cu pete solare în Cronicile lui John de Worcester, 1128.

Soarele este o stea magnetică activă, are un câmp magnetic puternic și în schimbare, care variază de la an la an și schimbă polaritatea în jurul unui maxim de unsprezece ani. Câmpul magnetic al Soarelui provoacă numeroase efecte, care sunt numite colectiv activitate solară, inclusiv pete pe suprafața Soarelui, erupții solare și variații ale vântului solar. Atât ejecțiile de masă coronală, cât și fluxurile de mare viteză ale vântului solar transportă plasmă și câmp magnetic spre exterior, în Sistemul Solar. Impactul activității solare pe Terra este manifestat, printre altele, în apariția aurorelor la latitudini temperate și înalte, întreruperea comunicațiilor radio și a energiei electrice. Se crede că activitatea solară a jucat un rol important în formarea și evoluția Sistemului Solar.
Petele solare sunt regiuni cu activitate magnetică intensă unde convecția este inhibată de un câmp magnetic puternic, reducând transferul de căldură din interiorul fierbinte la suprafață. Ca urmare, petele solare sunt ușor mai reci decât fotosfera înconjurătoare, astfel încât par întunecate. Numărul de pete vizibile pe Soare nu este constant, se schimbă într-un ciclu de 11 ani, cunoscut sub numele de ciclu solar. La un minim solar obișnuit, petele sunt greu vizibile, uneori deloc, iar cele care apar la latitudini heliografice mari. Pe măsură ce ciclul solar progresează spre maximul său, numărul de pete solare crește iar ele tind să se formeze mai aproape de ecuatorul solar, fenomen cunoscut sub numele de legea lui Spörer. Petele solare apar de obicei în perechi cu polaritate magnetică opusă. Cele mai mari pete solare pot avea zeci de mii de kilometri în diametru.

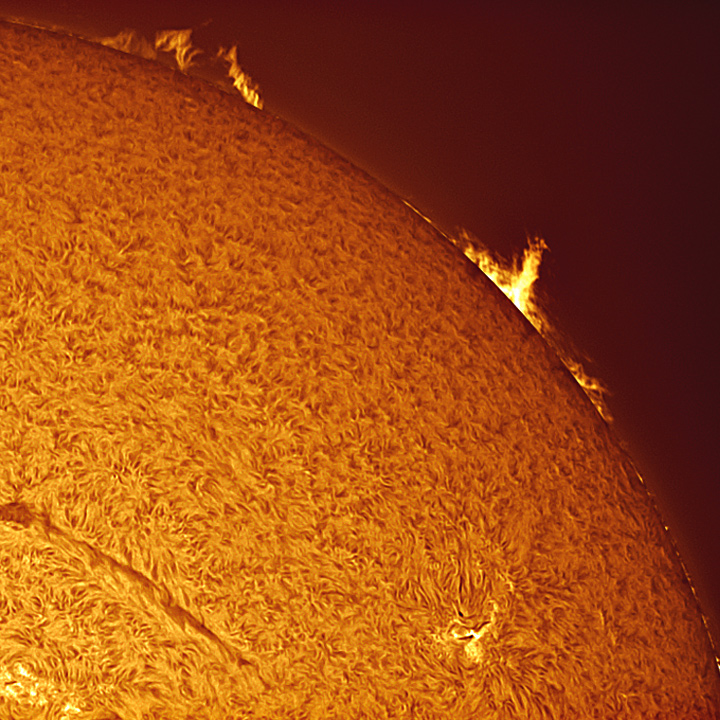
Filament întunecat și proeminențe strălucitoare, 2 iulie 2011

Ciclul solar are un impact mare atât asupra vremii spațiale, cât și asupra climei Pământului, deoarece luminozitatea Soarelui este direct legată de activitatea magnetică. Minimele activității solare par a fi corelate cu temperaturi mai scăzute pe Pământ, iar ciclurile solare deosebit de lungi se corelează cu perioadele mai calde. Se pare că în secolul al XVII-lea ciclul solar s-a oprit complet câțiva ani. În această epocă, cunoscută sub denumirea de Minimul lui Maunder sau Mica eră glaciară, Europa a cunoscut temperaturi excepțional de scăzute. O teorie recentă susține că instabilitățile magnetice din nucleul Soarelui provoacă fluctuații în perioade de 41 000 sau 100 000 de ani. Acestea pot oferi o explicație pentru glaciațiuni ca alternativă la ciclurile Milankovic.
Toată materia din Soare este sub formă de gaz și plasmă la temperaturi ridicate. Datorită acestui lucru, Soarele se poate roti mai repede la ecuator (aproximativ 25 de zile) decât la latitudini heliografice mai mari (aproximativ 35 de zile lângă poli). Rotația diferențială a Soarelui determină o răsucire a liniilor câmpului său magnetic, creând bucle ale câmpului magnetic care se ridică de la suprafața Soarelui și provoacă pete solare și protuberanțe. Această mișcare conduce dinamul solar și ciclul de 11 ani al activității solare.
Câmpul magnetic solar se extinde cu mult peste Soarele însuși. Plasma solară de vânt transportă un câmp magnetic în spațiul interplanetar, formând ceea ce se numește câmp magnetic interplanetar. Într-o aproximare cunoscută sub numele de magnetohidrodinamică ideală, particulele de plasmă se mișcă numai de-a lungul liniilor câmpului magnetic. Drept urmare, vântul solar care curge spre exterior întinde în exterior câmpul magnetic interplanetar, forțându-l într-o structură aproximativ radială. Deoarece câmpurile de la nord și de sud ale ecuatorului solar au poli diferiți, cu vectorul de inducție îndreptat spre soare sau invers, în planul ecuatorial al soarelui există un strat limită subțire de-a lungul căruia curge un curent slab. La o distanță mai mare, rotația Soarelui transformă câmpul magnetic și acest strat în forma unei spirale a lui Arhimede, creând o structură numită spirală Parker. Câmpul magnetic interplanetar este mult mai puternic decât componenta dipol a câmpului magnetic solar, care pe suprafața fotosferei are o inducție de 50 până la 400 μT și scade cu inversul cubului distanței de la Soare la aproximativ 0,1 nT pe orbita Pământului. Conform observațiilor sondelor spațiale, câmpul magnetic interplanetar de lângă Pământ are o valoare de 5 nT. Diferența este cauzată de câmpurile magnetice generate de curenții electrici care curg în plasma care înconjoară Soarele.

## Etapele evoluției
Soarele este astăzi aproximativ la jumătatea celei mai stabile părți din viața sa. Ea nu s-a schimbat dramatic de peste 4 miliarde de ani, și va rămâne destul de stabilă pentru mai mult de cinci miliarde de ani. Totuși, după ce fuziunea de hidrogen din nucleul său se va opri, Soarele va suferi modificări dramatice, atât intern, cât și extern.

### Formare
Se presupune că Soarele s-ar fi format în urmă cu aproximativ 4,6 miliarde de ani ca urmare a prăbușirii unei părți dintr-un nor molecular uriaș format în mare parte din hidrogen și heliu și care a dat naștere probabil la multe alte stele. Această vârstă este estimată folosind modele computerizate de evoluție stelară și prin nucleocosmoincronologie. Rezultatul este în concordanță cu datarea radiometrică a celui mai vechi material din Sistemul Solar, cu o vechime de 4,567 miliarde de ani.
Cercetările asupra meteoriților au scos la iveală urme de izotop fiică stabil, derivați din descompunerea izotopilor cu viață scurtă, cum ar fi fier-60 care poate fi format natural numai prin explozia stelelor de scurtă durată. Aceasta indică faptul că una sau mai multe supernove trebuie să fi explodat în apropierea locului unde s-a născut Soarele. O undă de șoc provenită dintr-o supernovă din apropiere ar fi declanșat formarea Soarelui prin comprimarea materiei în cadrul norului molecular și determinând anumite regiuni să se prăbușească sub propria lor gravitație. Principiul conservării momentului cinetic a determinat rotirea mai rapidă a fragmentului de nor care s-a prăbușit. Cea mai mare parte a masei s-a concentrat în centru, formând o protostea, în timp ce restul s-a aplatizat, formând un disc protoplanetar, din care s-au format ulterior planetele și alți sateliți ai Soarelui. Compresia materiei din nucleul protostelei a generat cantități mari de căldură, care s-a mărit pe măsură ce gazul s-a accelerat pe discul înconjurător, până la reacțiile de fuziune din centru. La 10 milioane de ani după ce norul a început să se prăbușească, s-a născut Soarele, o stea cu un diametru de aproximativ 1,33 ori mai mare decât azi și o temperatură de suprafață de 4500 K. Vântul solar intens a îndepărtat resturile nebuloasei solare. După aproximativ 17 milioane de ani, Soarele a atins echilibrul hidrostatic și s-a alăturat stelelor din secvența principală, începând cea mai lungă etapă din evoluția sa.

### Secvența principală

Evoluția luminozității Soarelui, a razei și a temperaturii eficiente în comparație cu Soarele actual. După Ribas (2010)

Soarele este aproape la jumătatea etapei sale de stea din secvența principală, timp în care reacțiile nucleare de fuziune din nucleul său fuzionează hidrogenul în heliu. În fiecare secundă, peste patru milioane de tone de materie sunt transformate în energie în nucleul Soarelui, producând neutrino și radiații solare. În acest ritm, Soarele a transformat până acum de aproximativ 100 de ori masa Pământului în energie, aproximativ 0,03 % din masa totală a Soarelui. Soarele va petrece în total aproximativ 10 miliarde de ani ca stea din secvența principală.
Secvența principală este cea mai lungă și mai stabilă perioadă din viața Soarelui, dar, această perioadă evoluează. Modificările apar în principal ca răspuns la modificarea concentrației componentelor cauzată de conversia hidrogenului în heliu. Soarele se află în echilibru hidrostatic, în care presiunea internă echilibrează presiunea straturilor exterioare ale stelei. Într-o stea de mărimea Soarelui, în acest stadiu al vieții sale, presiunea este cauzată în principal de particule de plasmă. Materia nucleului se comportă ca un gaz perfect, presiunea depinde de temperatură și de numărul de particule pe unitate de volum. Conversia hidrogenului în heliu cvadruplică numărul de particule din nucleu. Aceasta, la rândul său, crește densitatea nucleului și eliberează energie gravitațională, din care jumătate este emisă la exterior și jumătate crește temperatura nucleului (Teorema virialului). 
Temperatura mai ridicată a nucleului și o emisie mai mare de energie fac ca straturile exterioare să se extindă ușor, iar steaua devine mai strălucitoare. Pe plan intern, schimbările din Soare sunt mai semnificative, dar efectele lor nu sunt foarte vizibile din exterior, atât timp cât steaua arde în continuare hidrogenul din nucleu.
Soarele devine treptat mai fierbinte în timpul său în secvența principală, nucleul se micșorează, permițând straturilor exterioare ale Soarelui să se apropie mai mult de centru și să experimenteze o forță gravitațională mai puternică, conform legii pătratului invers. Această forță mai puternică crește presiunea asupra nucleului, care este contrabalansată de o creștere treptată a vitezei la care se produce fuziunea. Acest proces se accelerează pe măsură ce nucleul devine treptat mai dens. Se estimează că Soarele a devenit cu 30 % mai luminos în ultimii 4,5 miliarde de ani. În prezent, crește în luminozitate cu aproximativ 1 % la fiecare 100 de milioane de ani.

### După epuizarea nucleului de hidrogen

Mărimea Soarelui actual (acum în secvența principală) în comparație cu dimensiunea estimată în timpul fazei sale de gigantă roșie din viitor

Soarele nu are suficientă masă pentru a exploda ca supernovă. În schimb, va ieși din secvența principală în aproximativ 5 miliarde de ani și va începe să se transforme într-o gigantă roșie. Ca gigantă roșie, Soarele va crește atât de mare încât va cuprinde Mercur, Venus și, probabil, Pământul.
Chiar înainte de a deveni o gigantă roșie, luminozitatea Soarelui se va dubla aproape, iar Pământul va primi la fel de multă lumină solară cât primește astăzi Venus. Odată ce nucleul de hidrogen va fi epuizat în 5,4 miliarde de ani, Soarele se va extinde într-o fază subgiantă și se va dubla lent în dimensiuni în aproximativ jumătate de miliard de ani. Se va extinde apoi mai rapid în aproximativ o jumătate de miliard de ani până va fi de peste două sute de ori mai mare decât astăzi și de câteva mii de ori mai luminos. Apoi va începe faza de gigantă roșie în care Soarele va sta în jur de un miliard de ani și va pierde aproximativ o treime din masa sa.

## Compoziție chimică

Reacție în lanț proton–proton predomină în stele de dimensiunea Soarelui sau mai mici

Soarele este compus în principal din două elementele chimice: hidrogen și heliu; acestea reprezintă 74,9 % și 23,8 % din masa Soarelui. Toate elementele mai grele, numite metale în astronomie, reprezintă 1,33 % din masă: oxigen (aproximativ 1 % din masă), carbon (0,3 %), neon (0,2 %) și fier (0,2 %).
Compoziția chimică originală a Soarelui a fost moștenită din mediul interstelar din care s-a format. Inițial ar fi conținut aproximativ 71,1 % hidrogen, 27,4 % heliu și 1,5 % elemente mai grele. Hidrogenul și cea mai mare parte a heliului din Soare ar fi fost produse de nucleosinteza Big Bang în primele 20 de minute ale Universului, iar elementele mai grele au fost produse de nucleosinteza stelară în generații de stele care și-au completat evoluția stelară și au răspândit materia în mediul interstelar înainte de formarea Soarelui.
De la formarea Soarelui, procesul principal de fuziune a implicat fuziunea hidrogenului în heliu. În ultimii 4,6 miliarde de ani, cantitatea de heliu s-a schimbat treptat. În interiorul nucleului, proporția de heliu a crescut de la aproximativ 24 % la aproximativ 60 % din cauza fuziunii, iar o parte din heliu și elementele grele s-au așezat din fotosferă spre centrul Soarelui din cauza gravitației. În actuala fotosferă fracția de heliu este redusă, iar metalicitatea este de doar 84 % din ceea ce a fost în faza protostelară (înainte de a începe fuziunea nucleară în nucleu). În viitor, heliul va continua să se acumuleze în nucleu, iar în aproximativ 5 miliarde de ani această acumulare treptată va determina Soarele să părăsească secvența principală și să devină o gigantă roșie.
Compoziția chimică a fotosferei este considerată în mod normal reprezentativă pentru compoziția Sistemului Solar primordial. Conținutul elementelor grele solare este măsurat prin spectroscopia fotosferei Soarelui și comparat cu compoziția meteoriților, care nu au fost niciodată încălziți până la punctul lor de topire. Se crede că acești meteoriți păstrează compoziția Soarelui protostelar și, prin urmare, nu sunt afectați de scufundarea elementelor mai grele.
În anii 1970, multe cercetări s-au concentrat pe abundența elementelor din grupul de fier din Soare. Deși s-au făcut cercetări semnificative, până în 1978 a fost dificil să se determine abundența unor elemente din grupul fierului (de exemplu cobalt și mangan) prin spectrografie din cauza structurilor lor hiperfine. În 1978, a fost determinat conținutul de atomi ionizați individual din elementele grupului de fier.

## Mișcare și amplasare

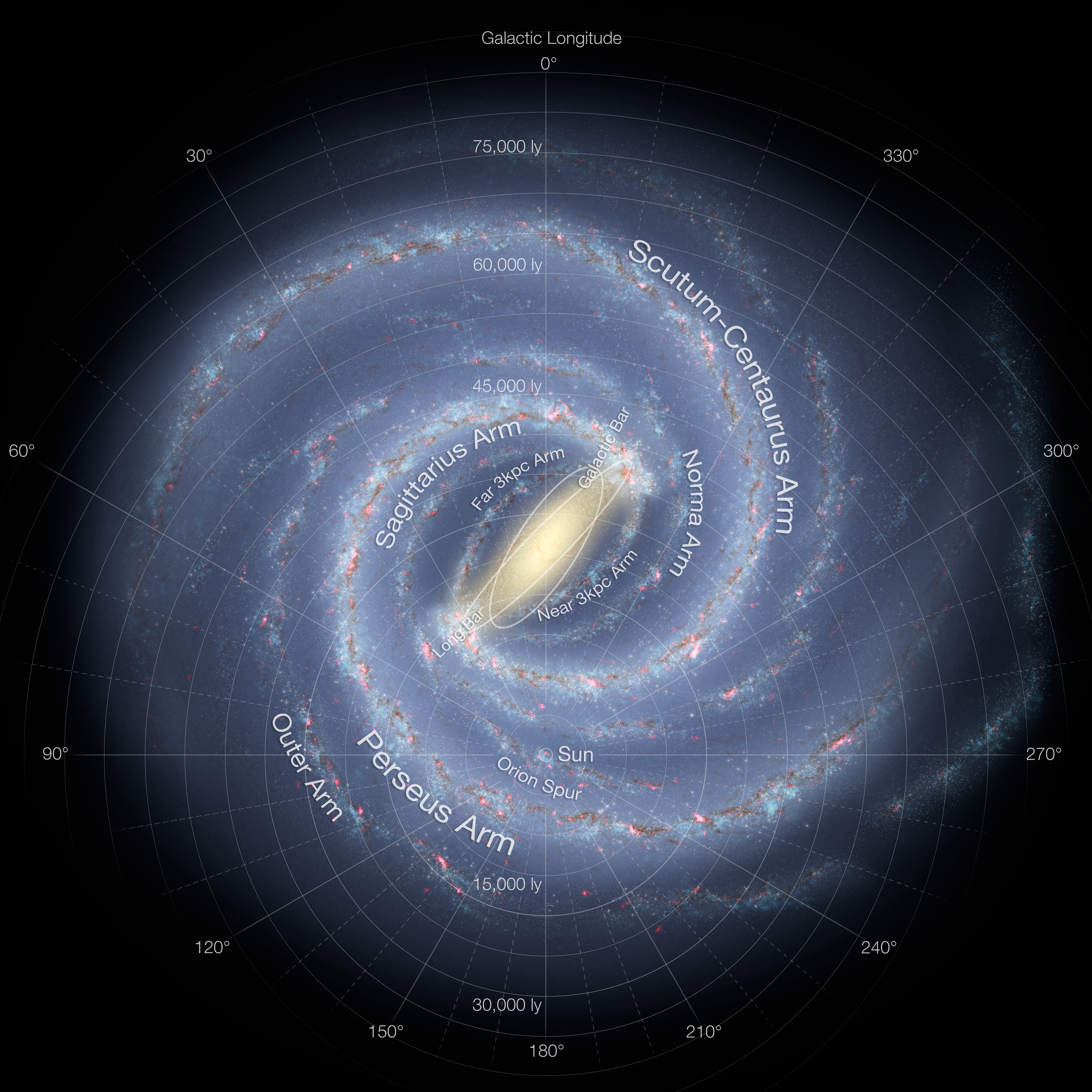
O hartă a Căii Lactee care arată poziția Soarelui

Soarele se află aproape de marginea interioară a Brațului Orion a Căii Lactee, în cadrul Norului Interstelar Local sau a Centurii Gould, la o distanță de 7,5–8,5 kpc (25 000–28 000 de ani- lumină) de Centrul Galactic. Soarele este inclus în Bula Locală, un spațiu cu gaz fierbinte diluat, creat probabil de rămășița supernovei Geminga, sau multiplele supernove din subgrupul B1 al grupului Pleiadelor. Distanța dintre brațul local și următorul braț, Brațul Perseu, este de aproximativ 6500 de ani-lumină. Soarele, și deci Sistemul Solar, se găsește în ceea ce oamenii de știință numesc zonă locuibilă galactică.
Apexul solar este direcția pe care Soarele se deplasează în raport cu alte stele din apropiere. Această mișcare este spre un punct din constelația Hercule, lângă steaua Vega.
Într-o distanță de 32,6 ani-lumină de Soare există 315 stele cunoscute în 227 sisteme, inclusiv 163 stele singure. Se estimează că încă 130 de sisteme din acest interval nu au fost încă identificate. Într-o distanță de până la 81,5 ani-lumină pot exista până la 7500 de stele, dintre care aproximativ 2600 sunt cunoscute. Numărul de obiecte substelare din volumul respectiv este de așteptat să fie comparabil cu numărul de stele. Din cele 50 de sisteme stelare cele mai apropiate în interiorul unui interval de 17 ani-lumină de Pământ (cel mai apropiat fiind pitica roșie Proxima Centauri la aproximativ 4,2 ani-lumină), Soarele se clasează pe locul patru după masa sa.

### Orbita în Calea Lactee
Soarele orbitează centrul Căii Lactee și se deplasează în prezent în direcția constelației Lebăda. Un model simplu al mișcării unei stele în galaxie are coordonatele galactice X, Y și Z ca:
{\displaystyle X(t)=X(0)+{\frac {U(0)}{\kappa }}\sin(\kappa t)+{\frac {V(0)}{2B}}(1-\cos(\kappa t))}
{\displaystyle Y(t)=Y(0)+2A\left(X(0)+{\frac {V(0)}{2B}}\right)t-{\frac {\Omega _{0}}{B\kappa }}V(0)\sin(\kappa t)+{\frac {2\Omega _{0}}{\kappa ^{2}}}U(0)(1-\cos(\kappa t))}
{\displaystyle Z(t)={\frac {W(0)}{\nu }}\sin(\nu t)+Z(0)\cos(\nu t)}
unde U, V și W sunt vitezele respective în raport cu standardul local de repaus, A și B sunt constante Oort, {\displaystyle \Omega _{0}=A-B} este viteza unghiulară a rotației galactice pentru standardul local de repaus, {\displaystyle \kappa ={\sqrt {-4\Omega _{0}B}}} este „frecvența epiciclică”, iar ν este frecvența de oscilație verticală. Pentru Soare, valorile actuale ale U, V și W sunt estimate ca {\displaystyle (U(0),V(0),W(0))=(10.00,5.25,7.17)} km/s, iar estimările pentru celelalte constante A = 15,5 km/s/kpc, B = −12,2 km/s/kpc, κ = 37 km/s/kpc, și ν=74 km/s/kpc. Luăm X(0) și Y(0) ca fiind zero și Z(0) estimat a fi 17 parseci. Acest model implică faptul că Soarele circulă în jurul unui punct care se învârte în jurul galaxiei. Perioada de circulație a Soarelui în jurul punctului este {\displaystyle 2\pi /\kappa }, care, folosind echivalența cu care un parsec este egală cu 1 km/s de 0,978 milioane de ani, ajunge la 166 milioane de ani, mai scurt decât timpul necesar pentru a merge în jurul galaxiei. În coordonatele (X, Y) Soarele descrie o elipsă în jurul punctului, a cărei lungime în direcția Y este
{\displaystyle 2\times {\sqrt {\left({\frac {2\Omega _{0}}{\kappa ^{2}}}U(0)\right)^{2}+\left({\frac {\Omega _{0}}{B\kappa }}V(0)\right)^{2}}}=1035{\text{ parsec}}.}
și a cărui lățime în direcția X este 
{\displaystyle 2\times {\sqrt {\left({\frac {U(0)}{\kappa }}\right)^{2}+\left({\frac {V(0)}{2B}}\right)^{2}}}=691{\text{ parsec}}}
Raportul dintre lungimea și lățimea acestei elipse, același pentru toate stelele din vecinătatea noastră, este {\displaystyle 2\Omega /\kappa \approx 1,50.} Punctul în mișcare este în prezent la
{\displaystyle X={\frac {V(0)}{2B}}=-215{\text{ parsec}}}
{\displaystyle Y={\frac {2\Omega _{0}}{\kappa ^{2}}}U(0)=405{\text{ parsec}}.}
Oscilația în direcția Z ia Soarele
{\displaystyle {\sqrt {\left({\frac {W(0)}{\nu }}\right)^{2}+Z(0)^{2}}}=98{\text{ parsec}}}
deasupra planului galactic și aceeași distanță sub el, cu o perioadă de {\displaystyle 2\pi /\nu } sau 83 de milioane de ani, aproximativ 2,7 ori pe orbită. Deși {\displaystyle 2\pi /\Omega _{0}} este de 222 milioane de ani, valoarea lui {\displaystyle \Omega } în punctul în care circulă Soarele se află
{\displaystyle \Omega \approx \Omega _{0}-{\frac {2A}{R_{0}}}\Delta X\approx 26.1{\text{ km/s/kpc}}}
care corespunde cu 235 de milioane de ani și acesta este timpul necesar pentru a orbita o dată galaxia. Alte stele cu aceeași valoare a {\displaystyle X+V/(2B)} au nevoie de aceeași perioadă de timp pentru a ocoli galaxia ca Soarele și astfel să rămână în aceeași vecinătate generală ca Soarele.

Orbita Soarelui în jurul Căii Lactee este probabil aproximativ eliptică, cu adăugarea de perturbații din brațele spiralate ale galaxiei și distribuția de masă neuniformă în Calea Lactee. S-a susținut că trecerea Soarelui prin brațele în spirală cu densitate mai mare coincide adesea cu extincțiile în masă pe Pământ, probabil din cauza evenimentelor de impact crescute.

Mișcarea baricenterului Sistemului Solar în 1945–1995

 Turul complet al Centrului galactic (anul galactic) durează aproximativ 225-250 milioane de ani, astfel încât se crede că până în prezent Soarele a finalizat 20-25 de orbite. Viteza orbitală a Sistemului Solar în jurul centrului Căii Lactee este de aproximativ 251 km/s. Cu această viteză, Sistemul Solar are nevoie de aproximativ 1190 de ani pentru a parcurge o distanță de 1 an lumină sau 7 zile pentru a călători 1 AU.
Calea Lactee se deplasează în raport cu radiația cosmică de fond (CMB) în direcția constelației Hidra cu o viteză de 550 km/s, iar viteza rezultată a Soarelui în raport cu CMB este de aproximativ 370 km/s în direcția Cupei sau a Leului.

### Mișcarea în Sistemul Solar
Mișcarea Soarelui față de centrul de masă al Sistemului Solar este foarte complexă datorită perturbațiilor planetare. Când Jupiter și Saturn (cele două planete cu cea mai mare masă) sunt de aceeași parte a Soarelui, centrul de greutate al Sistemului Solar este dincolo de suprafața Soarelui; atunci când sunt pe laturi opuse ale stelei și alte planete sunt pe orbitele lor, baricentrul poate fi foarte aproape de centrul Soarelui. La fiecare 179 de ani (de nouă ori perioada sinodică a lui Jupiter și Saturn), modelul se repetă mai mult sau mai puțin, dar rotit cu aproximativ 24°.

## Probleme teoretice

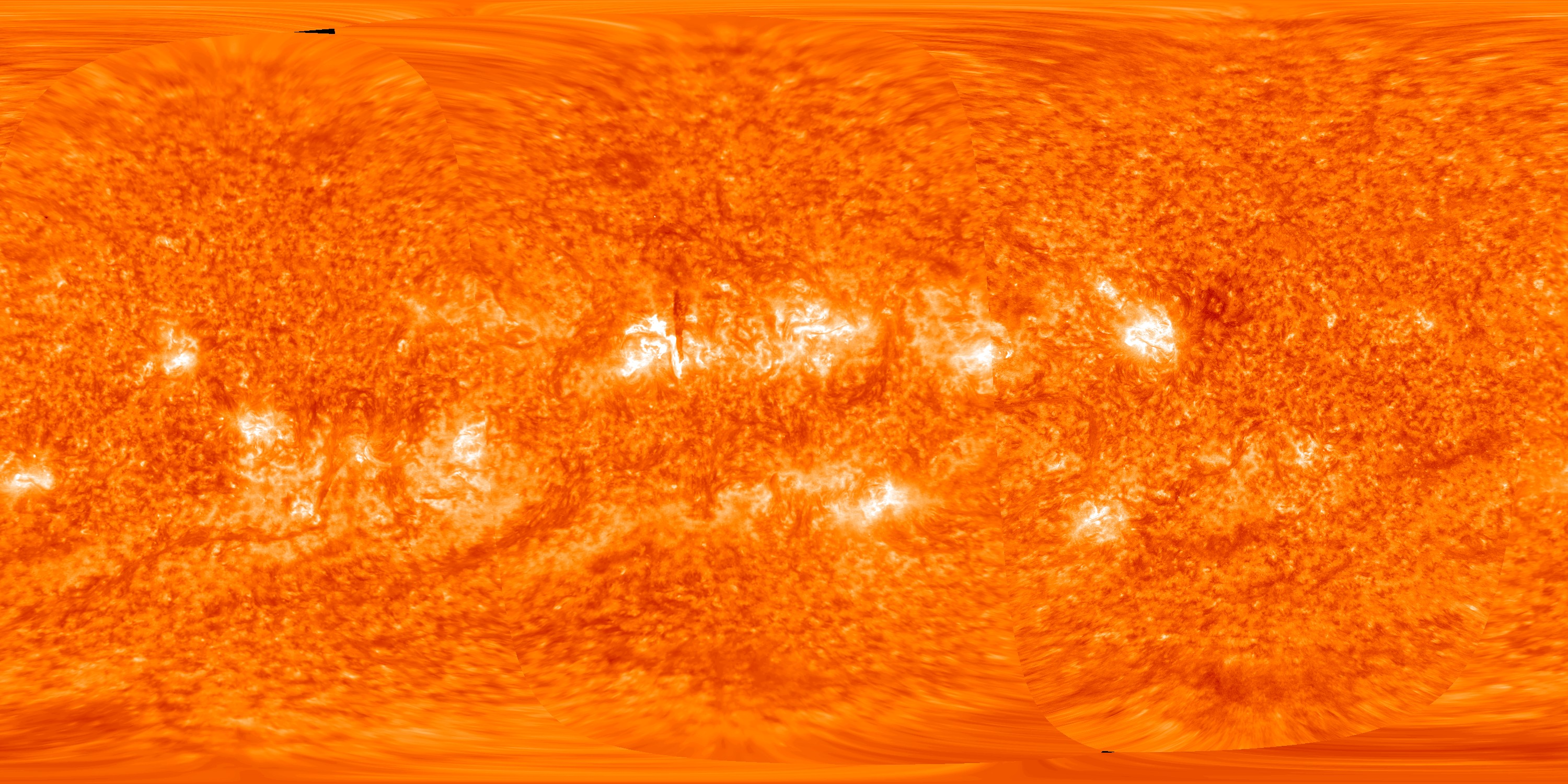
O hartă a întregii suprafețe a Soarelui, realizată de sondele STEREO și SDO

### Încălzirea coroanei
Suprafața vizibilă a Soarelui (fotosfera) are o temperatură de aproximativ 6000 K, în timp ce temperatura coroanei ajunge la 1 000 000–2 000 000 K. Temperatura ridicată a coronei arată că este încălzită cu altceva decât conducerea directă a căldurii din fotosferă.
Se crede că energia necesară pentru încălzirea coroanei este asigurată de mișcarea turbulentă din zona de convecție de sub fotosferă și au fost propuse două mecanisme principale pentru a explica încălzirea coronală. Primul este încălzirea prin unde, în care undele sonore, gravitaționale sau magnetohidrodinamice sunt produse de turbulența din zona de convecție. Aceste unde se deplasează și se disipă în coroană, eliberând energie în gaz sub formă de căldură. Al doilea mecanism este încălzirea printr-un câmp magnetic: energia magnetică este acumulată continuu prin mișcarea fotosferei și eliberată prin reconectare magnetică sub formă de raze solare mari și o mulțime de evenimente similare, dar mai mici.
În prezent nu este clar dacă undele sunt un mecanism eficient de încălzire. Toate undele, cu excepția undelor Alfvén, s-au dovedit a se disipa sau a se refracta înainte de a ajunge la coroană. În plus, undele Alfvén nu se disipează cu ușurință în coroană. Prin urmare, cercetarea actuală s-a orientat către mecanisme de încălzire prin arderi cu intensitate bruscă.

### Problema Soarelui slab timpuriu
Modelele teoretice ale dezvoltării Soarelui sugerează că acum 3,8 până la 2,5 miliarde de ani, în timpul eonului Arhaic, Soarele avea o luminozitate de doar aproximativ 75 % din cea din prezent. O astfel de stea slabă nu ar fi fost capabilă să susțină apa lichidă pe suprafața Pământului și, astfel, viața nu ar fi trebuit să se dezvolte. Cu toate acestea, registrul geologic demonstrează că Pământul a rămas la o temperatură destul de constantă de-a lungul istoriei sale și că tânărul Pământ a fost ceva mai cald decât în prezent. O teorie în rândul oamenilor de știință este că atmosfera tânărului Pământ conținea cantități mult mai mari de gaze cu efect de seră (cum ar fi dioxidul de carbon, metanul) decât astăzi, care au prins suficientă căldură pentru a compensa cantitatea mai mică de energia solară care ajungea pe planetă.
Cu toate acestea, examinarea sedimentelor din Arhaic pare incompatibilă cu ipoteza unor concentrații mari de seră. În schimb, intervalul de temperatură moderat poate fi explicat printr-un albedo de suprafață mai scăzut. Acest lucru ar fi dus la o absorbție crescută a energiei solare, compensând astfel puterea redusă de energie solară.

## Istoricul observațiilor
Efectul enorm al Soarelui pe Pământ a fost recunoscut încă din timpurile preistorice, iar Soarele a fost considerat în unele culturi ca o zeitate.

### În Antichitate

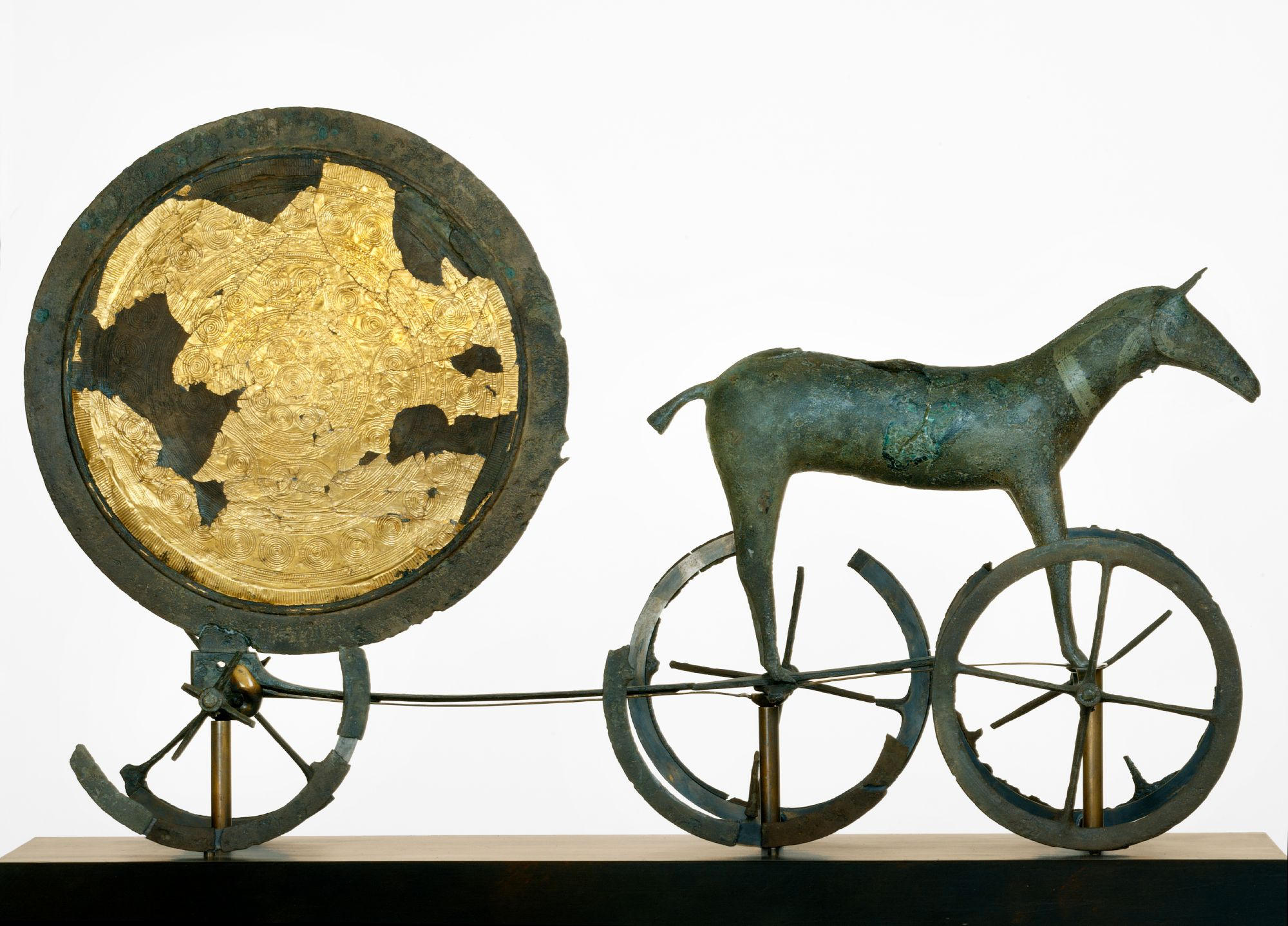
Carul din Trundholm tras de un cal este o sculptură despre care e crede că era o ilustrare a unei zeități solare din mitologia norvegiană din epoca bronzului.

Soarele a fost un obiect de venerație în multe culturi de-a lungul istoriei umane. În cea mai de bază înțelegere, Soarele este un disc luminos pe cer, a cărui prezență deasupra orizontului creează zi și a cărui lipsă provoacă noapte. În multe culturi preistorice și antice, Soarele era considerat un zeu sau un fenomen supranatural. Cultul Soarelui a fost centrul vieții religioase a mai multor civilizații, cum ar fi Egiptul antic, Imperiul Inca din America de Sud și aztecii a ceea ce este astăzi Mexic. În unele religii, cum ar fi hinduismul, Soarele este încă considerat un zeu. În preistorie, oamenii au creat numeroase monumente pentru a observa fenomene legate de Soare; de exemplu, megaliții au fost folosiți pentru a marca cu precizie solstițiile de vară sau de iarnă (astfel de megaliți se găsesc în Nabta Playa, Egipt; Mnajdra, Malta și Stonehenge, Anglia); Newgrange, un munte construit de oameni preistorici în Irlanda, a fost conceput pentru a identifica cu exactitate ziua solstițiului de iarnă; piramida lui El Castillo la Chichén Itzá din Mexico a fost construită astfel încât, în timpul echinocțiului de primăvară și toamnă, umbrele de pe pereții piramidei să ia forma unor șerpi înfiorători.
Vechii egipteni l-au înfățișat pe zeul Ra ca fiind condus prin cer într-o barcă solară, însoțit de zei mai mici, iar la greci, zeul Helios, personificarea Soarelui, era purtat de un car tras de cai de foc. Din timpul domniei împăratului roman Elagabalus, ziua de naștere a Soarelui a fost sărbătorită ca Sol Invictus (literalmente „Soare neînvins”), la scurt timp după solstițiul de iarnă, care ar fi putut fi un antecedent al Crăciunului. În fiecare an, Soarele părea că se mișcă pe fundalul stelelor fixe de-a lungul eclipticii, prin semnele zodiacului; din acest motiv, astronomii greci au recunoscut că aceasta este una dintre cele șapte planete (greacă πλανήτες, planetes, înseamnă „rătăcitor”); denumirea zilelor săptămânilor după cele șapte planete datează din epoca romană.

### Dezvoltarea înțelegerii științifice

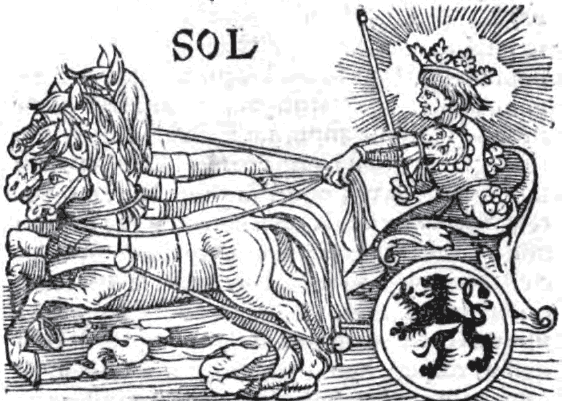
Sol (Soare) ilustrat în cartea Liber astronomie de Guido Bonatti din 1550

La începutul primului mileniu î.Hr., astronomii babilonieni au observat că mișcarea Soarelui de-a lungul eclipticii nu este uniformă, deși nu știau de ce; astăzi se știe că acest lucru se datorează mișcării Pământului într-o orbită eliptică în jurul Soarelui, Pământul mișcându-se mai repede atunci când este mai aproape de Soare la periheliu și mai lent când este mai departe, la afeliu.
Unul dintre primii oameni care a oferit o explicație științifică sau filosofică pentru Soare a fost filosoful grec Anaxagoras. El l-a considerat o bilă gigantică de metal arzător, chiar mai mare decât țara Peloponnesului și că Luna reflecta lumina Soarelui. Întrucât acest lucru era în mod clar contrar descrierii religioase a Soarelui drept carul zeului Helios, el ar fi fost închis pentru predicarea ereziei și condamnat la exil sau la moarte, deși ulterior a fost eliberat datorită intervenției lui Pericle. Eratostene a estimat distanța dintre Pământ și Soare în secolul al III-lea î.Hr. drept „stadii numeroase 400 și 80000”, a cărui traducere este ambiguă, implicând fie 4.080.000 de stadii (755.000 km), fie 804.000.000 de stadii (148 la 153 milioane de kilometri); ultima valoare fiind aproximativ corectă. În secolul I d.Hr., Ptolemeu a estimat distanța ca fiind de 1.210 ori mai mare decât raza Pământului, aproximativ 7,71 milioane de kilometri.
Teoria conform căreia Soarele este centrul în jurul căruia orbitează planetele a fost propusă pentru prima dată de grecul Aristarh din Samos în secolul al III-lea î.Hr., iar ulterior a fost adoptat de Seleucus din Seleucia (vezi Heliocentrism). Această viziune a fost dezvoltată într-un model matematic mai detaliat al unui sistem heliocentric din secolul al XVI-lea de către Nicolaus Copernicus.
Observațiile petelor solare au fost înregistrate în timpul dinastiei Han (206 î.Hr. - 220 d.Hr.) de către astronomii chinezi, care au păstrat înregistrări ale acestor observații timp de secole. Averroes a oferit și o descriere a petelor solare în secolul al XII-lea. Inventarea telescopului la începutul secolului al XVII-lea a permis observarea detaliată a petelor solare de către Thomas Harriot, Galileo Galilei și alți astronomi. Galileo a emis ipoteza că petele solare se găseau pe suprafața Soarelui și nu erau obiecte mici care treceau între Pământ și Soare.
În Evul Mediu, astronomia s-a dezvoltat în țările musulmane. Al-Battani a descoperit că direcția apogeului Soarelui se schimbă. (În termeni moderni heliocentrici, acest lucru este cauzat de o mișcare treptată a afeliului orbitei Pământului). Ibn Yunus a observat mai mult de 10.000 de măsurători pentru poziția Soarelui timp de mai mulți ani folosind un astrolab mare.
Dintr-o observație a tranzitului planetei Venus în 1032, astronomul și polimatul persan Ibn Sina (Avicenna) a ajuns la concluzia că Venus este mai aproape de Pământ decât de Soare. În 1672, Giovanni Cassini și Jean Richer au determinat distanța față de Marte și au putut astfel să calculeze distanța până la Soare.

În 1666, Isaac Newton a observat lumina Soarelui folosind o prismă și a arătat că este alcătuită din mai multe culori. În 1800, William Herschel a descoperit infraroșu - radiații în afara părții roșii a spectrului luminii solare.

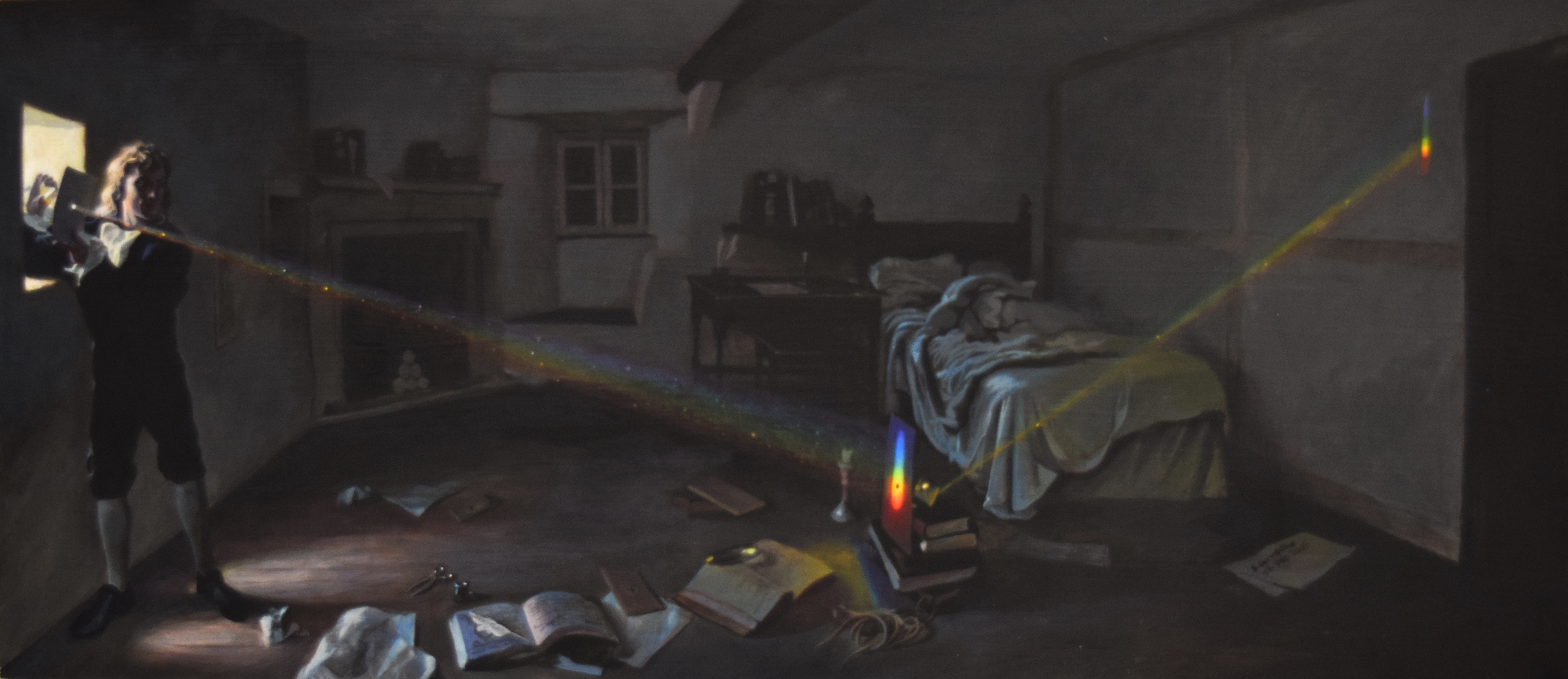
Isaac Newton executând experimentul său crucial cu prisma în dormitorul său din Woolsthorpe Manor.

 În secolul al XIX-lea, s-au înregistrat progrese mari în studiile spectroscopice ale Soarelui; Joseph von Fraunhofer a înregistrat peste 600 de linii de absorbție în spectrul solar; cele mai puternice sunt încă numite linii Fraunhofer. În primii ani ai erei științifice moderne, sursa de energie a Soarelui a fost un mare mister. Lord Kelvin a sugerat că Soarele este un corp lichid care se răcește treptat, care radiază căldura internă. Kelvin și Hermann von Helmholtz au propus un mecanism de contractare gravitațională pentru a explica producția de energie, dar estimarea de vârstă rezultată a Soarelui a fost de doar 20 de milioane de ani, prea scurtă pentru durata de cel puțin 300 de milioane de ani sugerată de unele descoperiri geologice ale acelor timpuri. În 1890, Joseph Lockyer, care a descoperit heliu în spectrul solar, a propus o ipoteză meteoritică pentru formarea și evoluția Soarelui.
Până în 1904 nu a fost oferită o soluție documentată. Ernest Rutherford a sugerat că puterea radiației solare poate fi susținută de surse interne de căldură și a sugerat degradarea radioactivă ca sursă. Un indiciu esențial cu privire la sursa de energie solară a fost adus de lucrările lui Albert Einstein, care a arătat echivalența masei și a energiei în relația E = mc2. În 1920, Sir Arthur Eddington a emis ipoteza că presiunile și temperaturile din nucleul Soarelui ar putea produce o reacție de fuziune nucleară care conectează protonii de hidrogen în nucleele de heliu, ceea ce duce la eliberarea de energie asociată cu un deficit de masă al nucleului de heliu. Preponderența hidrogenului în Soare a fost confirmată în 1925 de Cecilia Payne folosind teoria ionizării dezvoltată de Meghnad Saha. Conceptul teoretic al fuziunii a fost dezvoltat în anii 1930 de astrofizicienii Subrahmanyan Chandrasekhar și Hans Bethe. Hans Bethe a calculat detaliile celor două reacții nucleare producătoare de energie care alimentează Soarele. În 1957, a fost publicată o lucrare colectivă intitulată „Sinteza elementelor în stele” (autori: Margaret Burbidge, Geoffrey Burbidge, William Fowler și Fred Hoyle), care a demonstrat convingător că majoritatea elementelor din Univers au fost formate în procese de fuziune în stele, unele precum Soarele.

### Misiunile spațiului solar

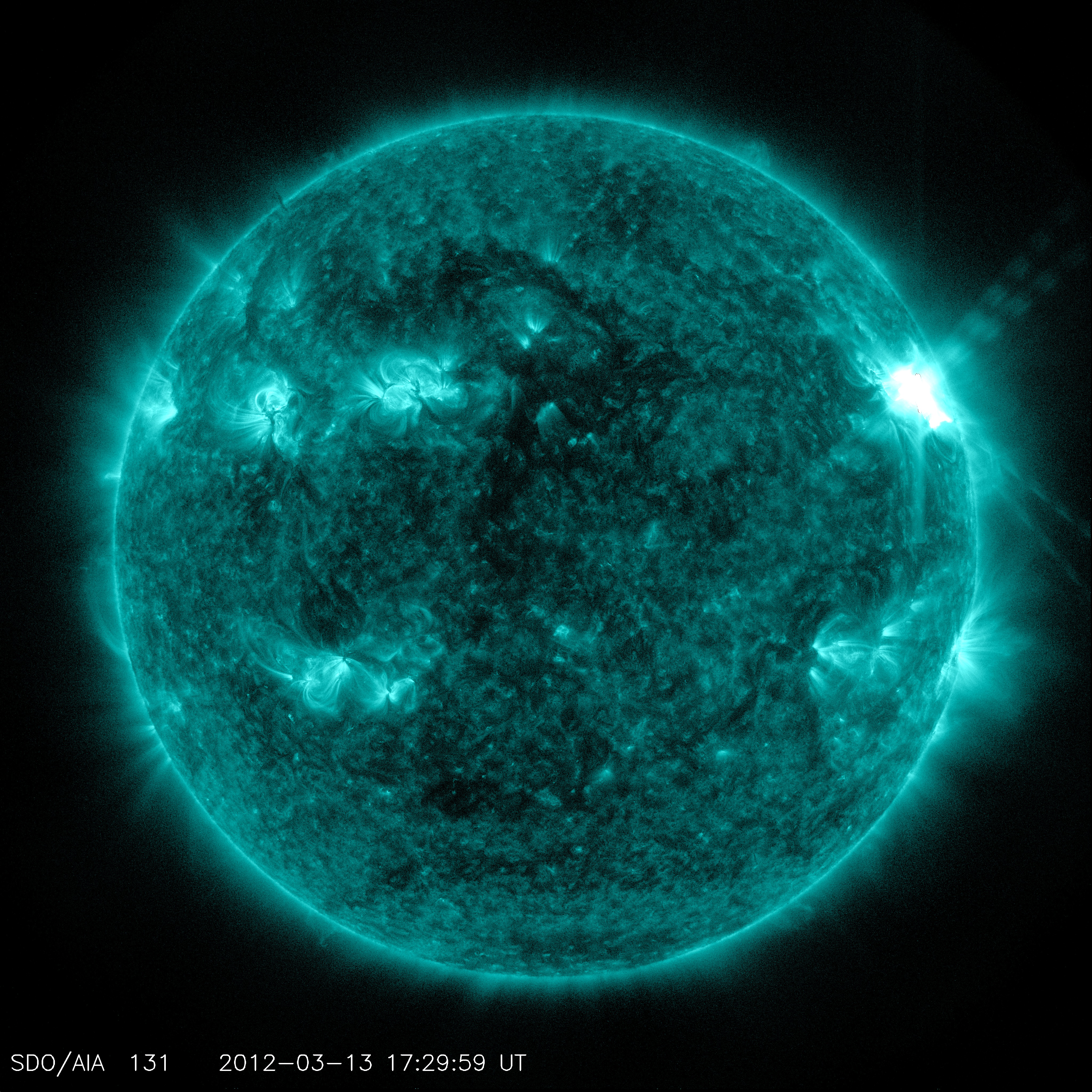
Lumina solară care a generat o mare furtună geomagnetică, 13 martie 2012, ora 18.29 UTC

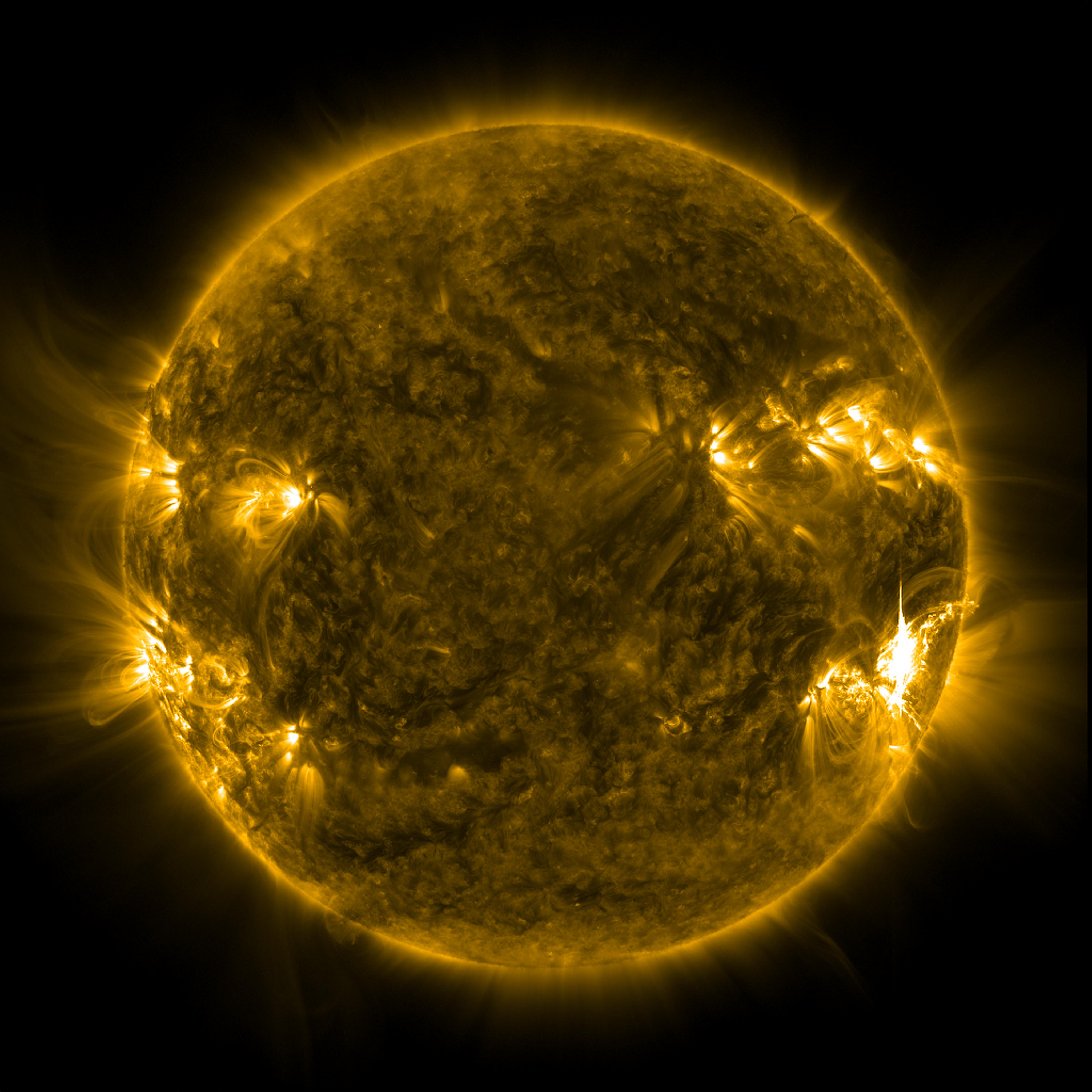
Flacără din clasa X1.1 în partea inferioară dreapta a Soarelui, pe 6 iulie 2012, atingând un vârf la 19:08.

Primii sateliți destinați observării Soarelui au fost sondele americane ale Programului Pioneer: Pioneer 6, 7, 8 și 9 care au fost lansate între 1959 și 1968. Aceste sonde au orbitat Soarele de la o distanță similară cu cea a Pământului și au făcut primele măsurători detaliate ale vântului solar și ale câmpului magnetic solar. Pioneer 9 a funcționat o perioadă deosebit de lungă, transmitând date până în mai 1983. În anii ’70, două nave spațiale Helios și Apollo Telescope Mount a lui Skylab au furnizat oamenilor de știință date semnificative noi despre vântul solar și coroana solară. Sondele Helios 1 și 2, care au fost rodul cooperării americano-germane, au studiat vântul solar de pe orbita al cărui periheion se încadra pe orbita lui Mercur. Stația spațială Skylab, lansată de NASA în 1973, a inclus un modul de observare solar numit Apollo Telescope Mount care a fost operat de astronauți rezidenți în stație. Skylab a oferit informații despre stratul de tranziție al atmosferei solare și a înregistrat emisiile ultraviolete din coroana solară. Printre descoperiri s-au inclus primele observații ale ejectărilor de masă coronală și ale găurilor coronale, care sunt cunoscute în prezent ca fiind strâns legate de vântul solar.

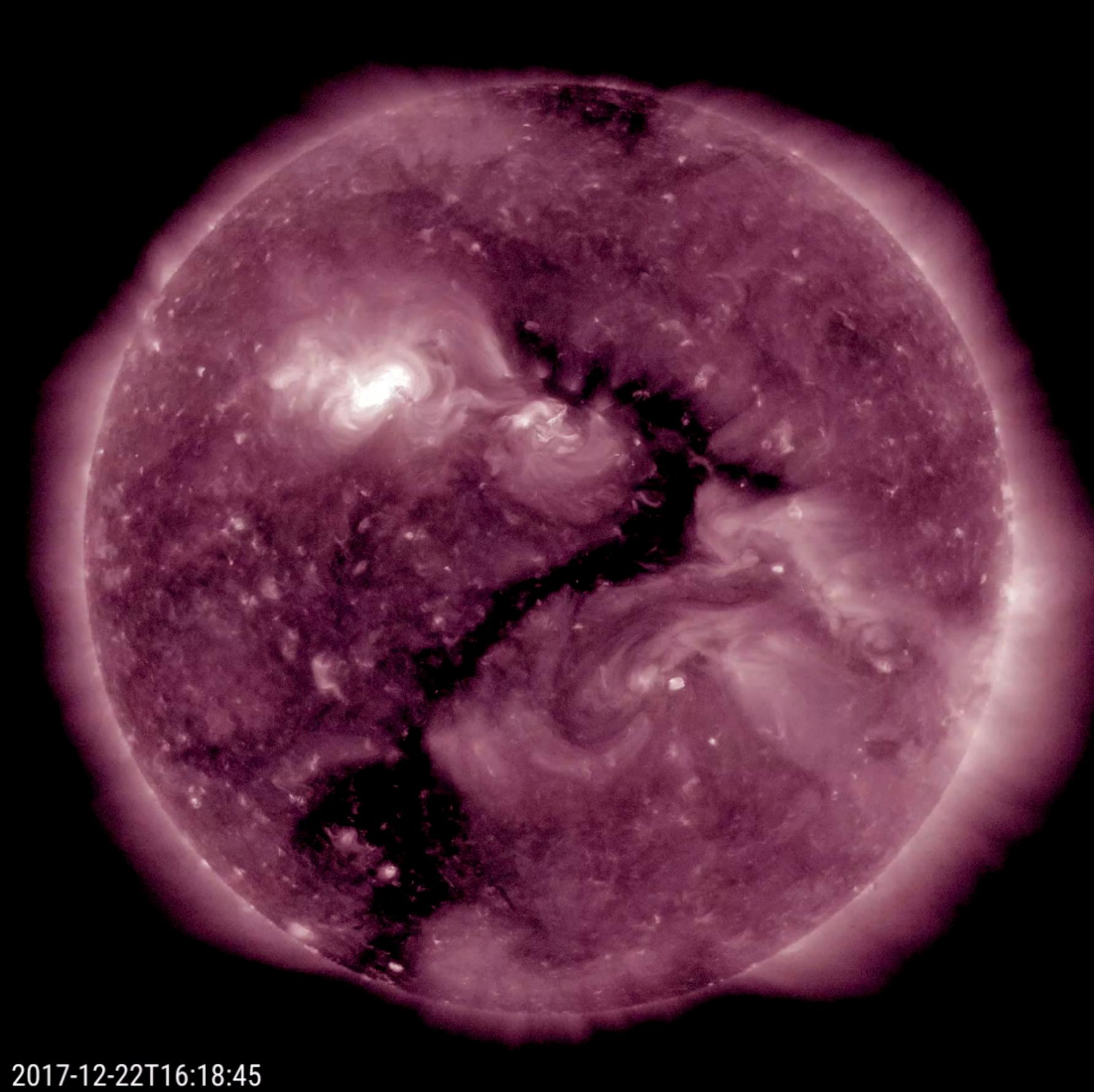
Gaura coronală pe Soare formează semnul întrebării (22 decembrie 2017)

În 1980, NASA a lansat misiunea Solar Maximum. Acest satelit a fost proiectat pentru a observa raze gamma, raze X și raze UV în erupțiile solare din timpul activității solare ridicate. La doar câteva luni de la începutul misiunii, o eroare a electronicelor a determinat satelitul să intre în regim de așteptare și nu a funcționat în următorii trei ani. În 1984, naveta Challenger a interceptat satelitul și l-a reparat, după care satelitul a revenit pe orbita Pământului. Solar Maximum Mission a finalizat aproximativ 240.000 de fotografii ale coroanei înainte de a intra în atmosfera Terrei în iunie 1989.
Lansat în 1991, satelitul japonez Yohkoh („Rază de soare”) a observat sclipiri solare la lungimile de undă ale razelor X. Datele misiunii au permis oamenilor de știință să identifice mai multe tipuri diferite de sclipiri și să demonstreze că coroana este mult mai dinamică decât se credea anterior. Yohkoh a observat un întreg ciclu solar, dar a intrat în regim de așteptare când o eclipsă inelară din 2001 l-a determinat să piardă controlul asupra poziției Soarelui. Satelitul a fost distrus prin reintrarea în atmosferă în 2005. 
Una dintre cele mai importante misiuni solare până în prezent a fost Observatorul Solar și Heliosferic, construit în comun de Agenția Spațială Europeană și NASA și lansat la 2 decembrie 1995. Planificat inițial să îndeplinească o misiune de doi ani, aceasta a fost extinsă până în 2012 și apoi până în 2016. Sonda a fost plasată în Punctul Lagrange L1 între Pământ și Soare și a monitorizat constant Soarele la mai multe lungimi de undă. Pe lângă observarea directă a Soarelui, a dus și la descoperirea a unui număr mare de comete, în principal comete mici care au fost distruse când au trecut pe lângă Soare. Observatorul SOHO s-a dovedit a fi atât de util încât în februarie 2010 Observatorul Dinamicii Solare (SDO) a fost trimis să continue misiunea.

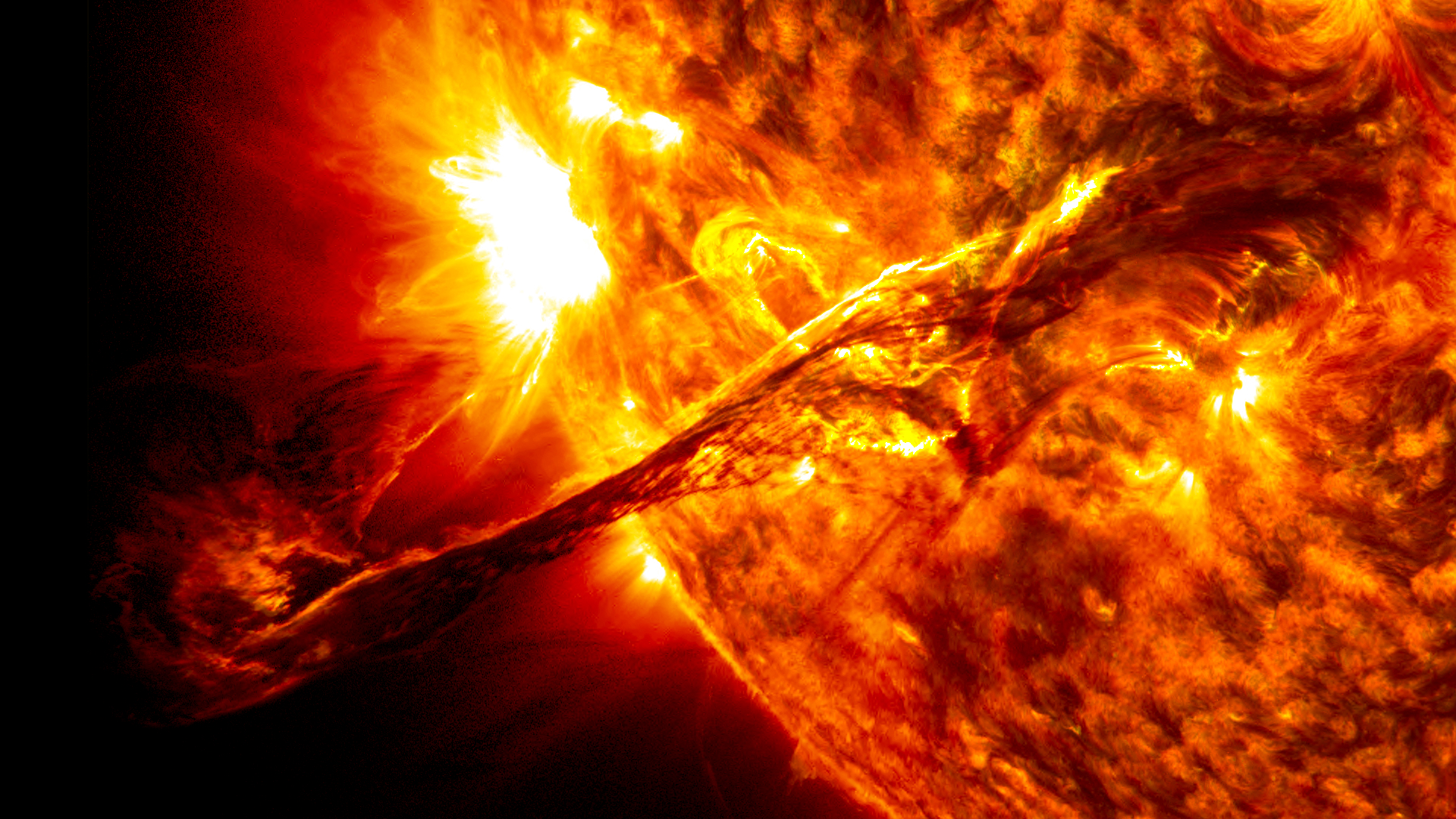
O proeminență solară erupe în august 2012, capturată de SDO

Toate aceste sonde au observat Soarele din planul ecliptic, care permite observații detaliate doar în regiunea ecuatorială. Sonda spațială Ulysses a fost lansată în 1990 pentru a studia regiunile polare ale Soarelui. Mai întâi a călătorit la Jupiter, astfel încât asistența gravitațională a planetei să-i permită ieșirea cu mult deasupra planului eclipticii. În mod neașteptat, sonda a fost la locul și timpul potrivit pentru a observa coliziunea Cometei Shoemaker-Levy 9 cu Jupiter în 1994. Când Ulysses se afla pe orbita planificată, a început să observe vântul solar și forța câmpului magnetic la latitudini heliografice mari, descoperind că vântul solar din latitudini înalte călătorește cu aproximativ 750 km/s, mai lent decât se aștepta și că undele magnetice mari emise din latitudinile heliografice mari împrăștie razele cosmice galactice.
Conținutul de elemente din fotosferă este bine cunoscut datorită studiilor spectroscopice, dar compoziția din interiorul Soarelui este cunoscută mult mai puțin. O misiune de retur cu mostre de vânt solar, Genesis, a fost proiectată pentru a permite astronomilor să măsoare direct compoziția materialului solar. Genesis s-a întors pe Pământ în 2004, dar parașuta sondei nu s-a deschis în timpul zborului prin atmosferă și landerul s-a prăbușit. În ciuda deteriorărilor grave, unele probe au fost recuperate din capsula spartă și sunt analizate.
Misiunea STEREO (Solar Terrestrial Relations Observatory) a fost lansată în octombrie 2006. Două sonde spațiale identice au fost lansate pe orbite, unde o sondă se află înaintea Terrei, iar cealaltă o urmărește, în spatele Terrei. Aceasta permite imagini stereoscopice ale Soarelui și fenomenelor solare, cum ar fi ejecțiile de masă din coroană. 
Sonda spațială Parker a fost lansată în 2018 și urmează să efectueze observații în interiorul coroanei solare pentru a explica mecanismele de încălzire a coroanei și accelerarea vântului solar. Se va apropia de Soare la o distanță minimă de 2,3 milioane de kilometri în 2025. În februarie 2020, ESA în cooperare cu NASA au lansat sonda Solar Orbiter pentru a investiga modul în care Soarele creează și controlează comportamentul heliosferei. Misiunea este planificată să dureze 7 ani. Organizația indiană de cercetare spațială a programat lansarea unui satelit de 100 kg, denumit Aditya-L1 pentru sfârșitul anului 2022. Principalul instrument va fi un coronagraf pentru studierea dinamicii coroanei solare.

## Observații și efecte

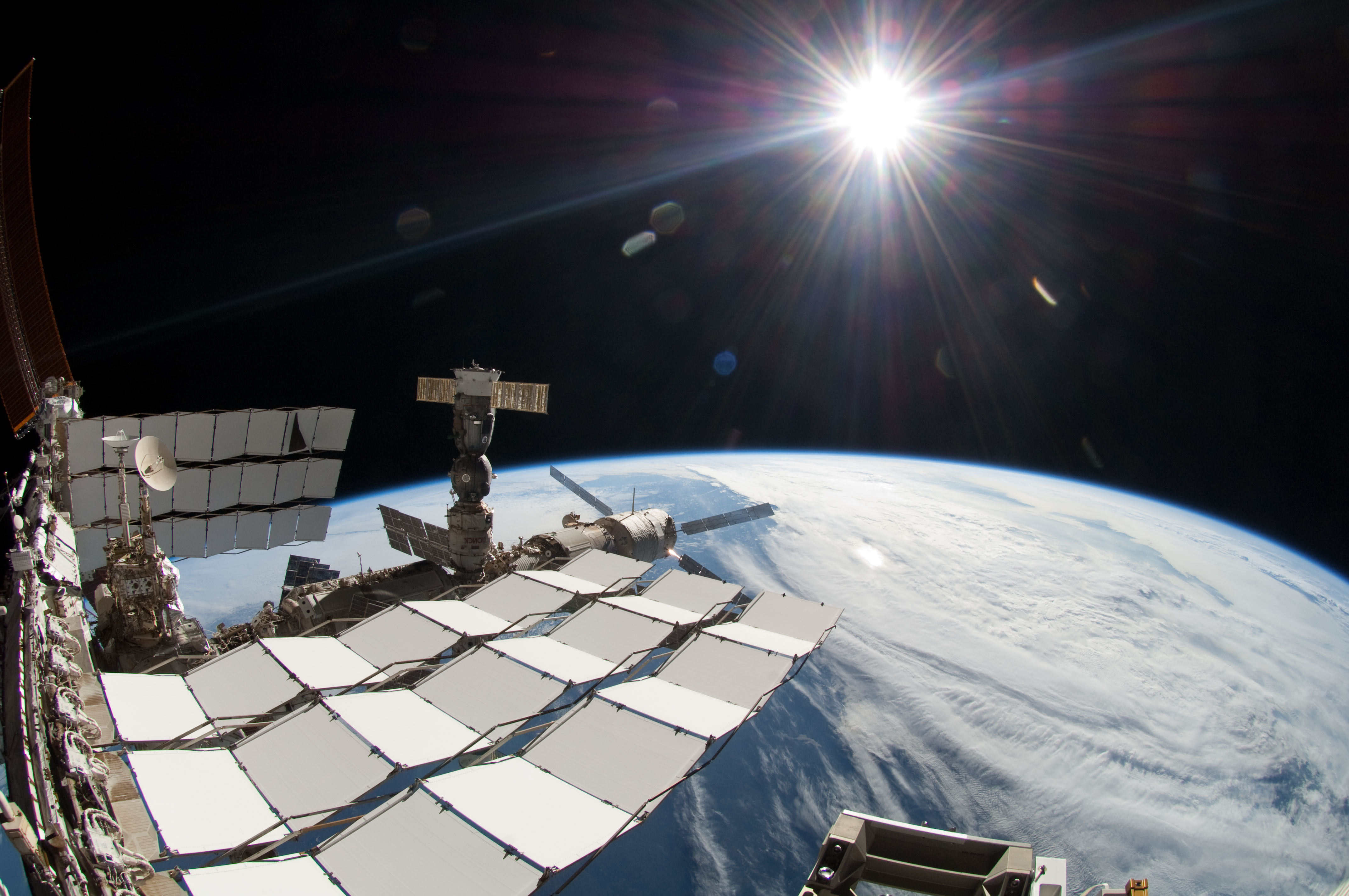
Soarele, văzut de pe orbita joasă a Pământului, cu vedere la Stația Spațială Internațională. Această lumină solară nu este filtrată de atmosfera inferioară, care blochează o mare parte a spectrului solar.

Lumina Soarelui poate provoca durere atunci când o privești cu ochiul liber; dacă se face pentru o perioadă scurtă de timp și cu ochii pe jumătate închiși, nu este periculos pentru ochii normali. Privirea directă a Soarelui provoacă orbire parțială temporară. În timpul acestei acțiuni, aproximativ 4 miliwati de lumină lovesc retina, încălzind-o ușor, ceea ce poate provoca deteriorarea ochilor. Expunerea la ultraviolete determină îngălbenirea treptată a lentilelor oculare de-a lungul anilor și contribuie la formarea cataractei, dar aceasta depinde de expunerea generală la radiațiile solare UV și nu dacă privim direct la Soare. Vizionarea de lungă durată a Soarelui direct cu ochiul liber poate provoca leziuni provocate de radiații solare la nivelul retinei după aproximativ 100 de secunde, în special în condițiile în care lumina UV de la Soare este intensă și bine focalizată. Efectele sunt mai puternice dacă soarele este aproape de zenit sau observat la altitudini mari; de asemenea, ochii tineri și implanturile de lentile (în special din generațiile mai vechi) nu filtrează lumina ultravioletă la fel de eficient ca ochii îmbătrâniți în mod natural.

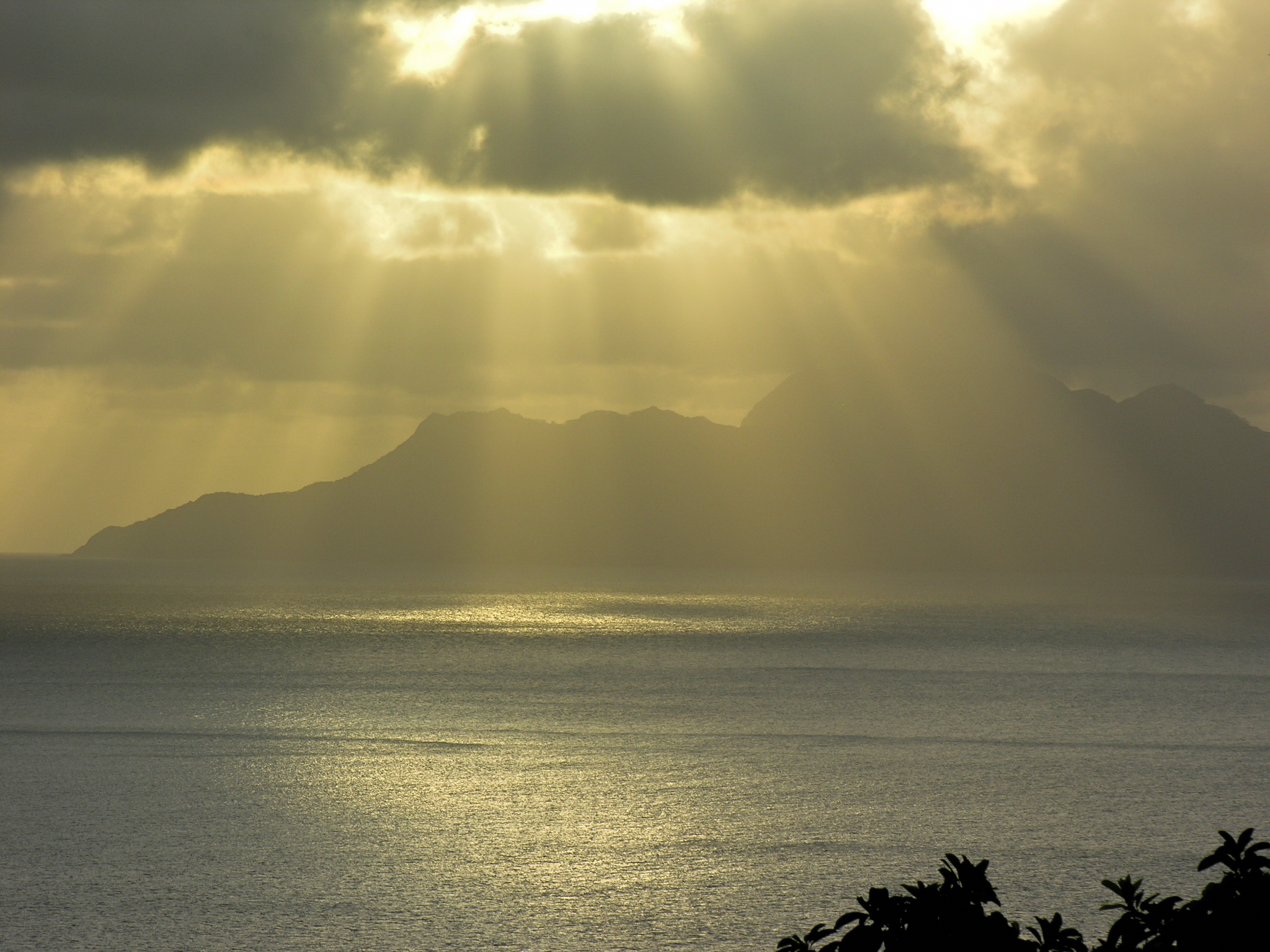
Raze solare

Vizualizarea Soarelui prin instrumente optice care concentrează lumina, cum ar fi binoclul fără un filtru adecvat care blochează radiațiile UV și întunecă semnificativ lumina Soarelui, poate duce la deteriorarea permanentă a retinei. Pentru observație, utilizați filtre special concepute. Unele filtre improvizate care permit trecerea razelor ultraviolete sau infraroșii pot deteriora ochiul la niveluri de luminozitate ridicate. Binoclul fără filtre poate furniza energie de sute de ori mai mult decât atunci când privești direct Soarele, și poate provoca daune imediate. Chiar și o scurtă privire a Soarelui, la prânz, printr-un telescop fără filtru, poate provoca leziuni permanente ale ochilor.

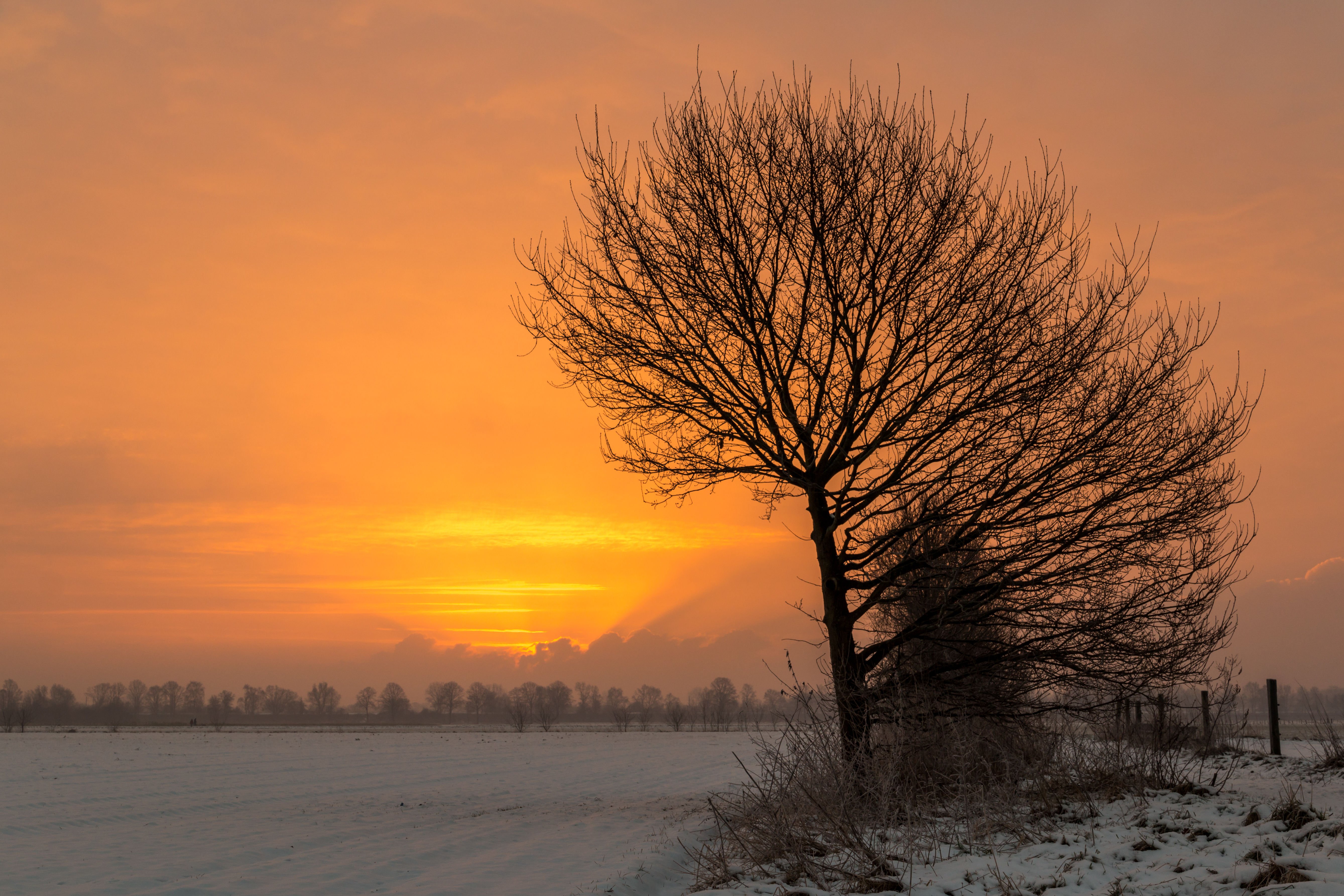
Răsărit

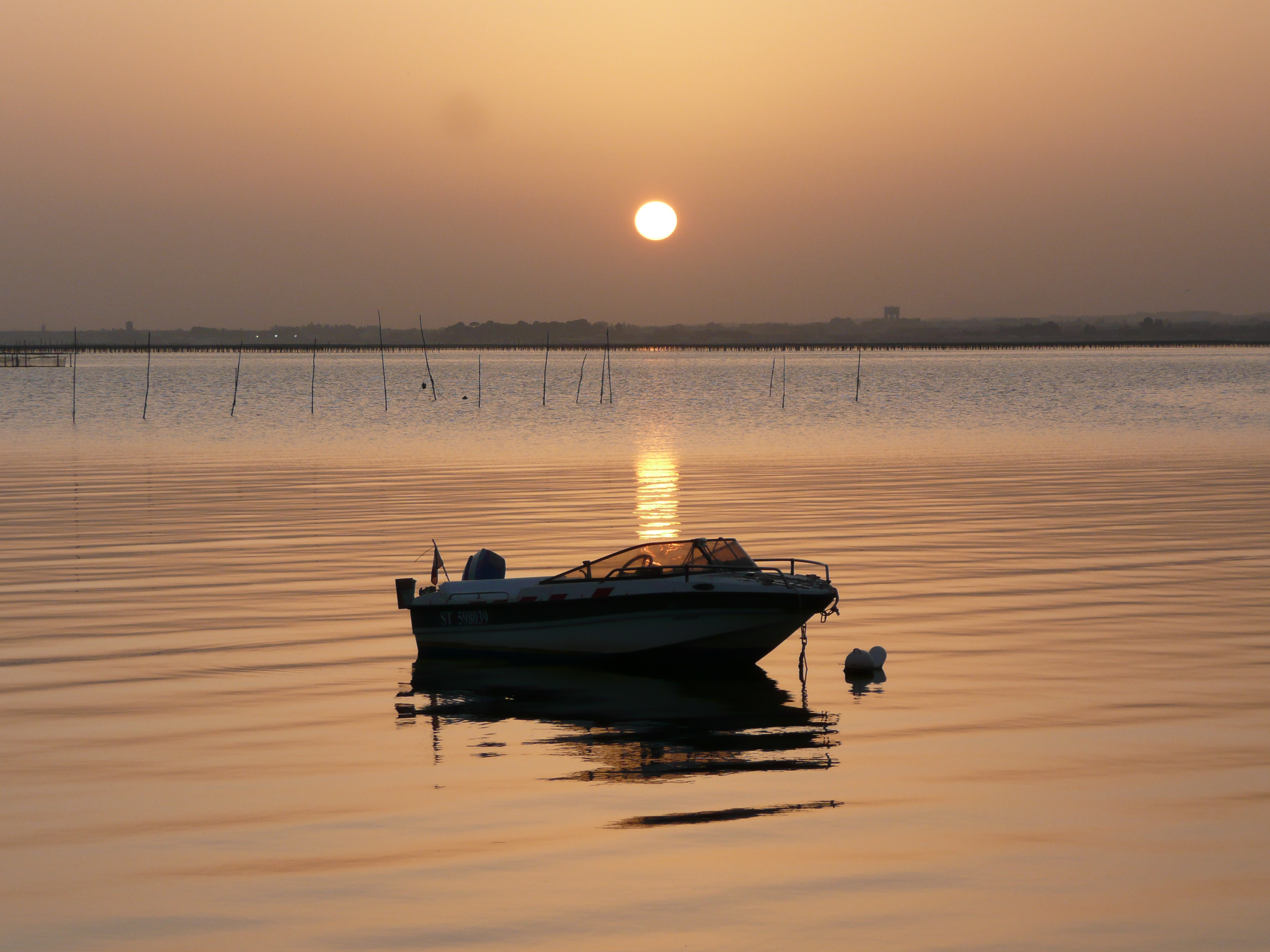
Apus

Eclipsele solare parțiale sunt periculoase pentru observatori, pentru că pupila ochiului nu este adaptată la contrastul vizual neobișnuit de mare: pupila se dilată sau se îngustează în funcție de cantitatea totală de lumină din câmpul vizual, nu de luminozitatea celui mai strălucitor obiect. În timpul eclipselor parțiale, cea mai mare parte a luminii solare este blocată de Luna care trece în fața Soarelui, dar părțile expuse ale fotosferei au aceeași luminozitate ca în timpul unei zile normale. Atunci când cantitatea totală de lumină este redusă, pupila se extinde de la ≈2 mm la ≈6 mm, iar fiecare celulă retiniană expusă la lumina soarelui primește de până la zece ori mai multă lumină decât atunci când privește Soarele care nu este eclipsat. Pericolul este insidios pentru observatorii neexperimentați și pentru copii, deoarece nu există percepția durerii: nu este imediat evident că vederea cuiva este distrusă.
În timpul răsăritului și apusului, lumina solară este atenuată, iar Soarele este uneori suficient de slab pentru a fi privit confortabil cu ochiul liber sau în siguranță cu utilizarea instrumentelor optice (cu condiția să nu existe riscul de luminozitate bruscă, de exemplu, printr-o pauză între nori). Ceața, praful din atmosferă și umiditatea ridicată contribuie la atenuarea luminii.
La scurt timp după apusul Soarelui sau înainte de răsărit, poate apărea un fenomen optic rar, cunoscut sub denumirea de rază verde. Flashul este cauzat de lumina Soarelui care vine chiar sub orizont, fiind curbată (de obicei prin inversarea temperaturii) către observator. Lumina de lungimi de undă mai scurte (violet, albastru, verde) este curbată mai mult decât cea a lungimilor de undă mai lungi (galben, portocaliu, roșu), dar lumina violetă și albastră este mai difuză, lăsând lumină care este percepută drept verde.
Lumina ultravioletă de la Soare are proprietăți antiseptice și poate fi folosită pentru igienizarea uneltelor și a apei. De asemenea, provoacă arsuri solare și are alte efecte biologice, cum ar fi producerea de vitamina D și bronzarea solară. Este cauza principală a cancerului de piele. Lumina ultravioletă este puternic atenuată de stratul de ozon al atmosferei Pământului, astfel încât cantitatea de UV variază foarte mult cu latitudinea și a fost parțial responsabilă pentru multe adaptări biologice, inclusiv variații ale culorii pielii umane în diferite regiuni ale Pământului.